# Умершие в январе 2015 года
Это список известных людей, соответствующих установленным критериям значимости (см. Википедия:Критерии значимости персоналий), умерших в январе 2015 года.
Причина смерти указывается лишь в исключительных случаях (убийство, самоубийство, гибель в результате военных действий, смертная казнь, ДТП или несчастные случаи). В остальных случаях — не указывается.

## 31 января

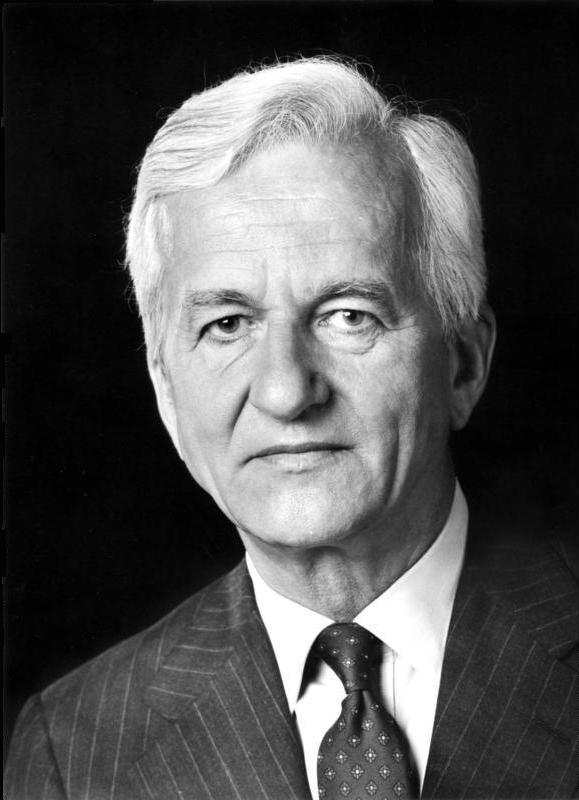
Рихард фон Вайцзеккер

- Бош, Хосе Мануэль (68) — испанский медиамагнат, президент медиаконцерна Grupo Planeta (c 2003) и корпорации Atresmedia (c 2012)[1].
- Вайцзеккер, Рихард фон (94) — западногерманский государственный деятель, федеральный президент Германии (1984—1994)[2].
- Гертс, Шарль (84) — бельгийский футболист, участник чемпионата мира (1954)[3].
- Ковей, Дон (76) — американский ритм-энд-блюзовый певец и композитор[4].
- Куртыч, Збигнев (95) — польский певец, композитор и гитарист[5].
- Лизабет Скотт (92) — американская актриса, особенно известная благодаря ролям в фильмах-нуар[6].

## 30 января

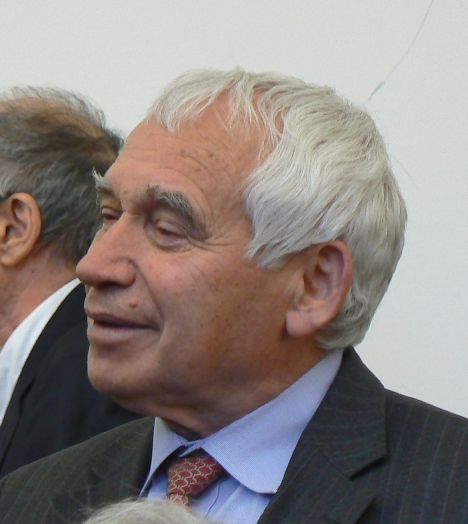
Желю Желев

- Авдалиани, Тамаз (50) — грузинский политик, депутат парламента Грузии[7]
- Андреев, Фёдор Борисович (48) — российский предприниматель, президент АК «АЛРОСА» (2009—2014)[8].
- Вортинг, Геррит (92) — нидерландский велогонщик, серебряный призёр летних Олимпийских игр в Лондоне (1948)[9].
- Вьенн, Тан (95) — американский актёр[10].
- Гальван, Хуан Карлос (82) — аргентинский актёр («Девушка по имени судьба», «Женщины навсегда»)[11].
- Джерасси, Карл (91) — американский химик, писатель и драматург австрийского происхождения, один из изобретателей первых оральных контрацептивов[12].
- Евлоева, Рая Ахметовна (69) — советская и российская ингушская певица, композитор и хореограф, заслуженная артистка Российской Федерации (2003)[13].
- Желев, Желю Митев (79) — болгарский государственный деятель, президент Болгарии (1990—1997)[14].
- Каэватс, Юло (67) — эстонский учёный и государственный деятель, государственный секретарь Эстонии (1992—1995)[15].
- Ладанов, Владимир (42)[значимость?] — российский актёр драматического театра Балтийского флота и кино («Шеф-2», «Дознаватель-2») (www.kino-teatr.ru).
- Ларин, Виктор Михайлович (83) — советский и российский экономист, доктор экономических наук, профессор, заслуженный деятель науки Российской Федерации (1996)[16].
- Макьюэн, Джеральдин (82) — британская актриса, исполнительница роли мисс Марпл в одноимённом сериале на канале «ITV»[17].
- Навасардян, Грант Овикович (21) — российский борец, неоднократный призёр чемпионатов России по греко-римской борьбе; ДТП[18].
- Ольховиков, Александр Васильевич (74) — советский подводник, командир крейсерской атомной подводной лодки «ТК-208», контр-адмирал, Герой Советского Союза (1984)[19].
- Ричардс, Ричард (82) — американский политик, председатель Республиканского Национального Комитета (1981—1983)[20].
- Ши Эншиан (94) — китайский католический епископ; умер в тюрьме (о смерти стало известно в этот день)[21]

## 29 января

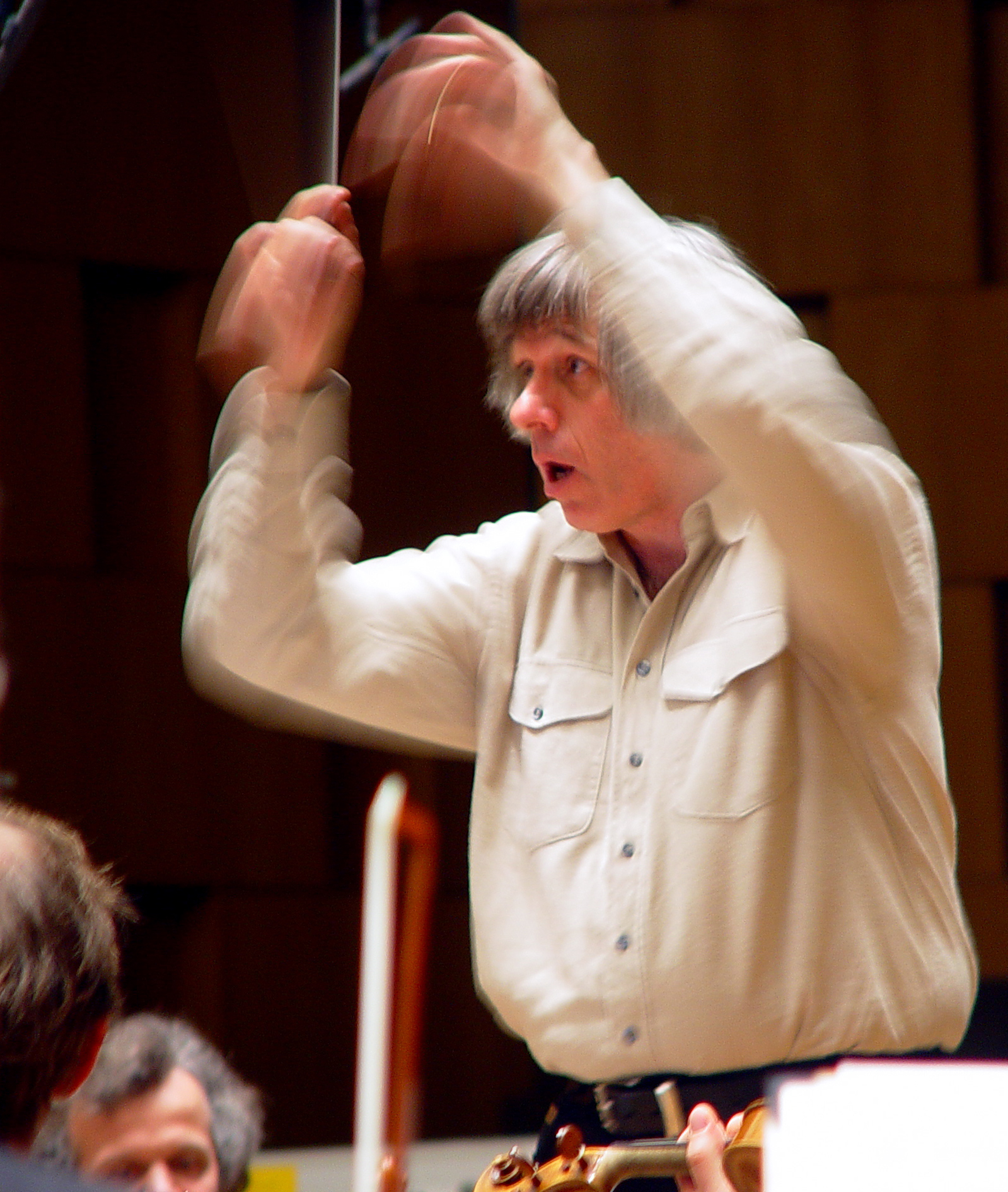
Исраэль Инон

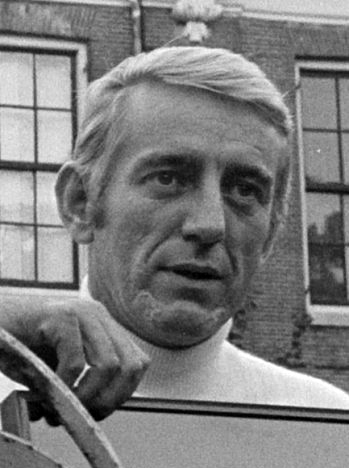
Род Маккюэн

- Баро, Ампаро (77) — испанская актриса[22].
- Бояджян, Анна Суреновна (60) — советский и армянский биохимик, директор Института молекулярной биологии НАН Армении (с 2006 года), член-корреспондент НАН Армении (2014)[23] Архивная копия от 7 февраля 2015 на Wayback Machine.
- Врачиу, Александр (96) — американский военный деятель, лётчик-ас Второй мировой войны, коммандер Военно-морских сил США[24].
- Гулиев, Зафар Гусейн оглы (63) — азербайджанский политолог[25].
- Зайцев, Виктор Георгиевич (63) — туркменский русскоязычный журналист и общественный деятель, главный редактор газеты «Нейтральный Туркменистан» (с 2012 года)[26].
- Инон, Исраэль (59) — израильский дирижёр; сердечный приступ[27].
- Коно, Таэко (88) — японская писательница[28].
- Куц, Алексей Маркович (95) — советский и российский юрист, участник Великой Отечественной войны, председатель Оренбургского областного суда (1958—1978), заслуженный юрист РСФСР (1972)[29].
- Кушнер, Седрик (66) — американский промоутер[30].
- Макбрайд, Уилл (84) — американский фотограф, художник, иллюстратор, скульптор[31].
- Маккалоу, Колин (77) — австралийская писательница, автор романа «Поющие в терновнике»[32].
- Маккюэн, Род (81) — американский поэт и автор песен, лауреат премии «Золотой глобус» (1969), лауреат премии «Грэмми» (1969), двукратный номинант на премию «Оскар» (1970, 1971)[33].
- Нейгл, Кел (94) — австралийский гольфист, победитель открытого чемпионата Великобритании по гольфу (1960)[34].
- Принц, Дора (84) — аргентинская актриса[35].
- Шпортько, Виктор Михайлович (70) — советский и украинский певец, народный артист Украины (1994)[36].

## 28 января

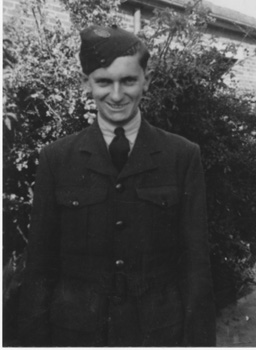
Лайонел Гилберт

- Аравиндан, Мала (76) — индийский актёр, сыгравший в более 500 фильмах[37][38].
- Аюпов, Риф Салихович (75) — советский и российский историк и педагог, доктор исторических наук, профессор, заслуженный работник высшей школы Российской Федерации (1998), почётный работник высшего профессионального образования Российской Федерации (2001)[39].
- Гилберт, Лайонел (90) — австралийский историк[40].
- Двинский, Михаил Иосифович (91) — русский поэт и переводчик [источник не указан 3531 день].
- Елатомцев, Михаил Иванович (62) — советский и российский самбист и дзюдоист, тренер; бронзовый призёр чемпионата СССР по самбо (1973), двукратный чемпион России по дзюдо (1975, 1976), мастер спорта России международного класса[41].
- Кардаччио, Альберто (65) — уругвайский футболист, участник чемпионата мира по футболу (1974)[42].
- Колесник, Алексей Николаевич (65) — советский и украинский государственный деятель, депутат Верховной рады Украины (1990—1992), председатель Харьковского областного совета (2002—2004)[43].
- Лебедева, Татьяна Михайловна (70) — советская балерина, советский и российский балетмейстер, солистка балета Нижегородского государственного академический театра оперы и балета имени А. С. Пушкина, заслуженная артистка РСФСР (1979)[44].
- Ненов, Нейко (53) — болгарский военный деятель, заместитель министра обороны Болгарии (2014), командующий Сухопутными войсками (2012—2014), генерал-майор[45].
- Раджпут, Джасван Сингх (88) — индийский спортсмен по хоккею на траве, чемпион летних Олимпийских игр в Лондоне (1948)[46].
- Самедоглу, Вагиф (75) — советский и азербайджанский поэт и драматург, депутат Милли Меджлиса Азербайджана (2000—2005), народный поэт Азербайджана, сын поэта Самеда Вургуна[47].
- Чуйко, Григорий Леонтьевич (84) — советский сталевар, рабочий комбината «Азовсталь», Герой Социалистического Труда (1958)[48].
- Шовен, Ив (84) — французский химик, лауреат Нобелевской премии (2005)[49].

## 27 января

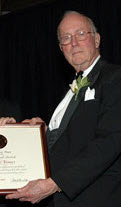
Чарлз Таунс

- Агбонавбаре, Уилфред (48) — нигерийский и испанский футбольный вратарь; рак[50].
- Карасёв-Оргусаар, Владимир-Георг (83) — советский и эстонский режиссёр, сценарист и публицист[51].
- Ландау, Давид (67) — израильский журналист и редактор, главный редактор газеты «Га-Арец» (2004—2008)[52].
- Морель, Кармен (91) — испанская актриса и певица[53].
- Риголи, Джо (78) — аргентинский актёр-комик («Женаты… с детьми»); лёгочная недостаточность[54].
- Ротман, Джозеф (80) — канадский бизнесмен и филантроп, канцлер Университета Западной Онтарио (с 2012)[55].
- Сухобоченков, Николай Львович (92) — советский партийный и общественный деятель, секретарь Карачаево-Черкесского обкома КПСС, участник Великой Отечественной войны, почётный гражданин города Черкесска[56].
- Таунс, Чарлз Хард (99) — американский физик, лауреат Нобелевской премии (1964), член Национальной академии наук США (1956), иностранный член Российской академии наук (1994)[57].
- Фаанхоф, Хенк (92) — нидерландский велогонщик, чемпион мира (1949)[58].
- Хилл, Уоррен (54) — американский преступник; казнён[59].
- Шарова, Мария Ивановна (86) — ткачиха Ореховского хлопчатобумажного комбината имени Николаевой, Герой Социалистического Труда (1971)[60].

## 26 января

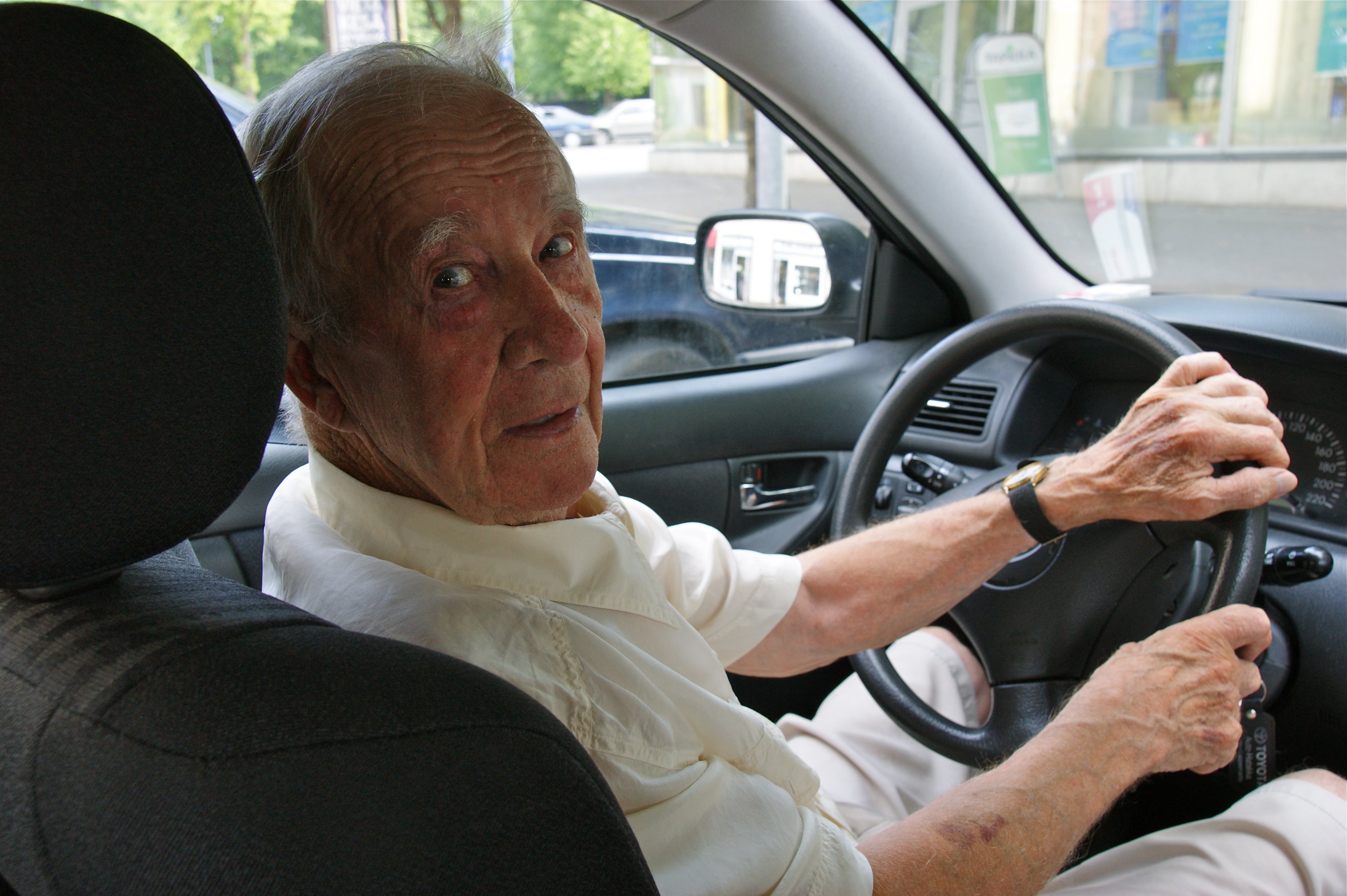
Эйно Киуру

- Блумерс, Хенк (69) — нидерландский футболист («Эйндховен») (1964—1984) (641 матч)[61].
- Еремеев, Андрей Иванович (42) — советский и российский боксёр, заслуженный мастер спорта СССР[уточнить (обс.)]; убит[62].
- Киуру, Эйно Семёнович (86) — советский и российский фольклорист, переводчик, заслуженный работник культуры Республики Карелия[63].
- Лис, Луцьян (64) — польский велогонщик, серебряный призёр летних Олимпийских игр в Мюнхене (1972)[64].
- Милосердов, Валерий Владимирович (63) — советский баскетболист, защитник клуба ЦСКА (Москва), бронзовый призёр летних Олимпийских игр в Монреале (1976) и Москве (1980), заслуженный мастер спорта СССР (1974)[65].
- Р. К. Лаксман (94) — индийский карикатурист[66].
- Силла, Умар (26) — сенегальский футболист, полузащитник («Ф91 Дюделанж»), чемпион Люксембурга; рак печени[67].
- Спик, Ли (34) — английский профессиональный игрок в снукер[68].
- Урен, Томас (93) — австралийский государственный и общественный деятель, бывший депутат и министр правительства[69].
- Шах-Азизова, Татьяна Константиновна (77) — советский и российский театровед, сценарист («Сон доктора Чехова»), доктор искусствоведения; дочь театрального деятеля Константина Шах-Азизова[70].
- Янакиева, Росица (60) — болгарский политический и общественный деятель, депутат (с 2005 года) и заместитель председателя (с 2014 года) Народного собрания Болгарии[71].

## 25 января

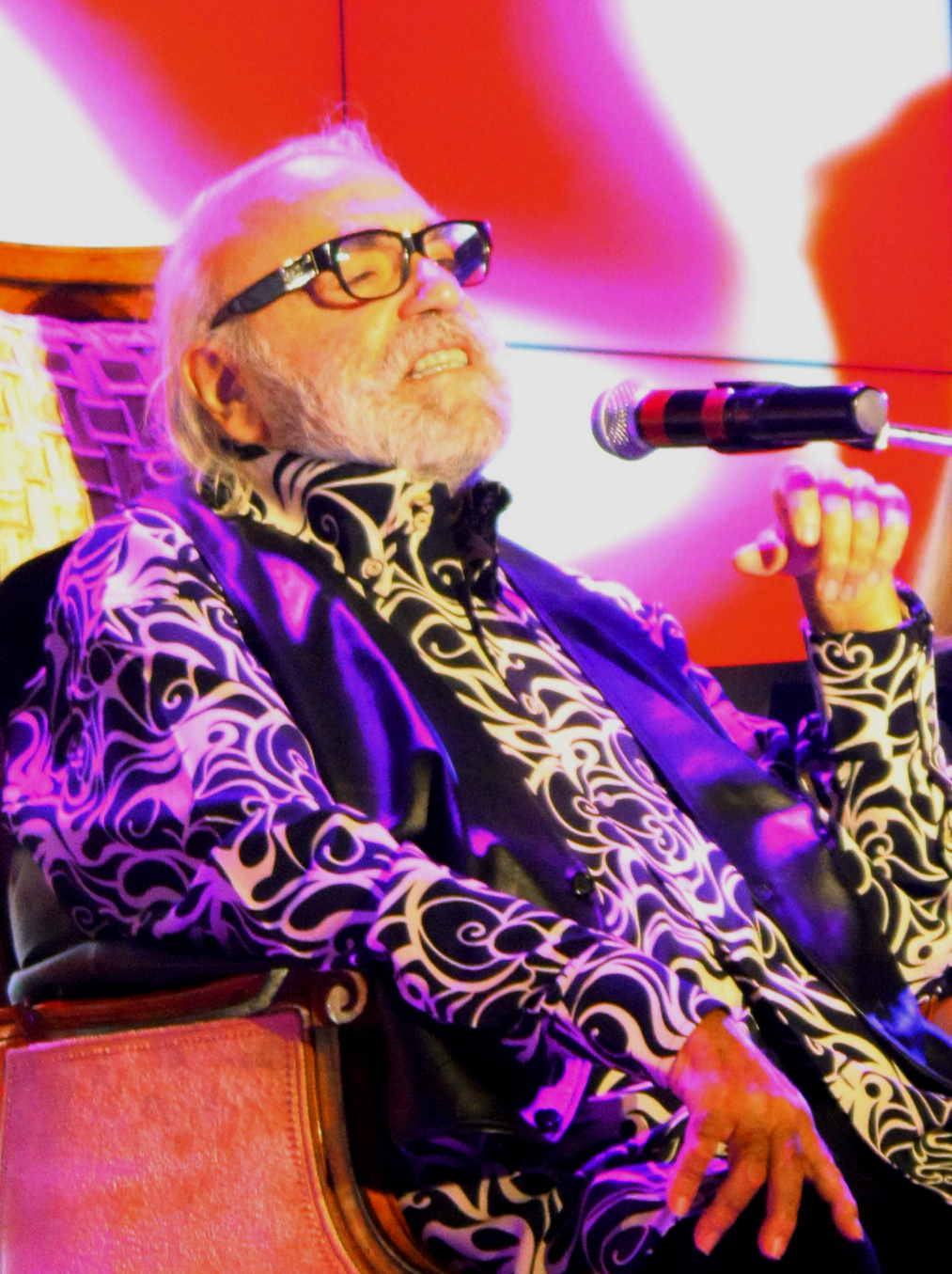
Демис Руссос

- Гонсалес, Деметрио (87) — мексиканский певец-баритон и актёр испанского происхождения[72].
- Копелиович, Август Борисович (84) — советский и российский языковед, специалист в области общего и индоевропейского языкознания, доктор филологических наук, профессор, заслуженный работник высшей школы Российской Федерации (2001)[73].
- Константинов, Антон Сидорович (91) — советский и молдавский партийный и общественный деятель, участник Великой Отечественной войны, первый секретарь ЦК ЛКСМ Молдовы (1953—1956), министр культуры Молдавской ССР (1973—1987)[74].
- Майоров, Роман Юрьевич (37) — российский киноактёр («След», «Москва. Три вокзала»); ДТП[75].
- Микелинскас, Йонас (92) — советский и литовский писатель, лауреат Национальной премии в области культуры и искусства (2002)[76].
- Овчинников, Владимир Афанасьевич (73) — советский и российский художник и скульптор, заслуженный художник Российской Федерации (2005)[77].
- Руссос, Демис (68) — греческий певец[78].
- Федотов, Алексей Владимирович (41) — российский актёр и телеведущий; сердечный приступ[79].

## 24 января

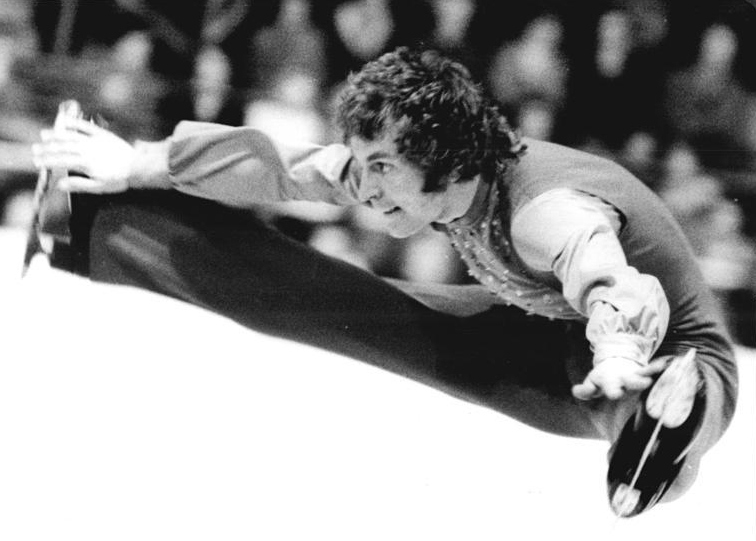
Толлер Крэнстон

- Байфилд, Линк (63) — канадский журналист, писатель и политик консервативного направления[80].
- Берглинг, Стиг (77) — офицер Шведской службы безопасности, советский разведчик[81].
- Канесса Роберт, Хулио (89) — чилийский военный и государственный деятель, политолог, член правительственной хунты Чили (1985—1986), сенатор Чили (1998—2006)[82].
- Кариус, Отто (92) — немецкий танкист-ас времён Второй мировой войны[83].
- Киндяков, Евгений Александрович (24) — украинский футболист, голкипер молодёжной сборной Украины по футзалу[84].
- Крэнстон, Толлер (65) — канадский фигурист, бронзовый призёр Олимпийских игр в Инсбруке (1976), призёр чемпионата мира (1974), серебряный призёр чемпионата Северной Америки (1971), шестикратный чемпион Канады (тело обнаружено в этот день)[85].
- Мучник, Анатолий Моисеевич (67) — украинский и израильский бизнесмен и писатель, рекордсмен книги рекордов Гиннесса, самый образованный человек планеты (106 дипломов)[86].
- Фернер, Йохан Мартин (87) — норвежский яхтсмен, серебряный призёр летних Олимпийских игр в Хельсинки (1952)[87].

## 23 января

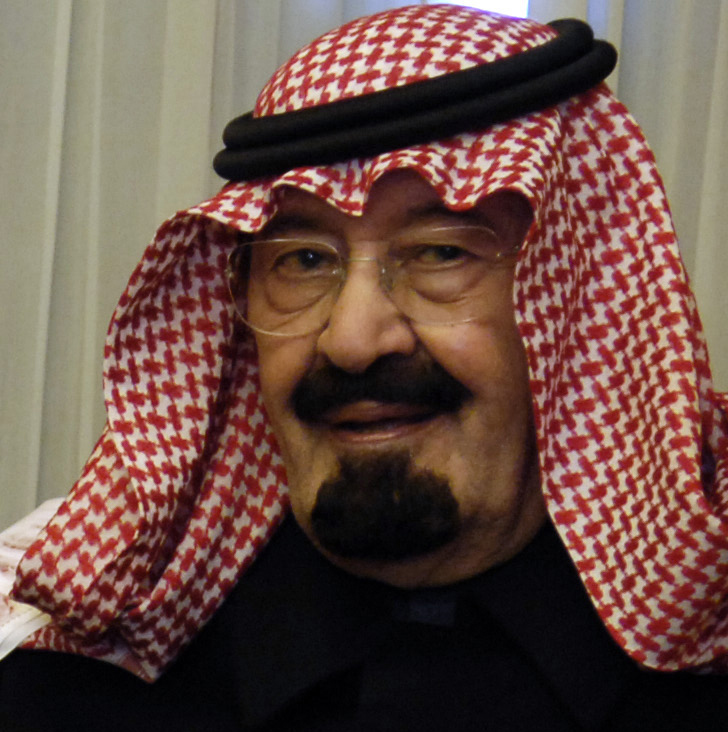
Абдуллах ибн Абдул-Азиз Аль Сауд

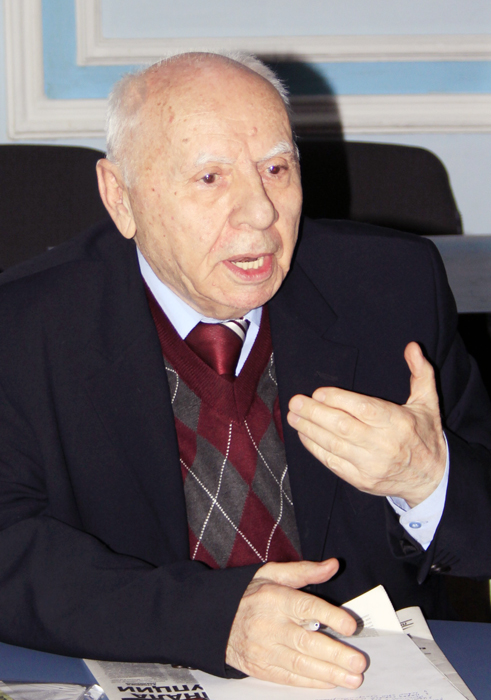
Солтан Дзарасов

- Абдалла ибн Абдул-Азиз Аль Сауд (90) — король Саудовской Аравии и хранитель двух святынь (с 2005 года)[88].
- Бэнкс, Эрни (83) — профессиональный американский бейсболист, выступавший на протяжении 19 сезонов в Главной лиги бейсбола за клуб «Чикаго Кабс»[89].
- Головацкий, Иван Дмитриевич (88) — советский и украинский биохимик, общественный деятель, профессор, доктор биологических наук[90].
- Дзарасов, Солтан Сафарбиевич (86) — советский и российский политический деятель, один из основателей и член правления Социал-демократической партии России[91].
- Ингэм, Бэрри[англ.] (82) — британский актёр («Доктор Кто», «Команда "А"», «Она написала убийство»)[92].
- Ластин, Александр Николаевич (38) — российский шахматист, гроссмейстер (1997), чемпион России (2002)[93].
- М. С. Нараяна (63) — индийский актёр[94].
- Рысин, Лев Павлович (85) — советский и российский лесовед, член-корреспондент РАН (1994)[95].
- Селеби, Джеки (64) — южноафриканский государственный деятель, национальный комиссар полиции Южно-Африканской Республики (2000—2009), президент Интерпола (2004—2008)[96] Архивная копия от 24 сентября 2015 на Wayback Machine.
- Фирсов, Дмитрий Валентинович (?) — российский спортивный функционер, руководитель континентальной велокоманды «Катюша» (2007—2010)[97].
- Чеснова, Лариса Васильевна (83) — советский и российский биолог, доктор биологических наук, главный научный сотрудник центра истории социокультурных проблем науки и техники ИИЕТ РАН[98].

## 22 января
- Клыгин, Николай Иванович (81) — советский комбайнёр, механизатор, Герой Социалистического Труда (1985)[99].
- Крылов, Евгений Иванович (79) — советский и российский военачальник, бывший заместитель главнокомандующего Сухопутными войсками по военно-учебным заведениям, генерал-полковник в отставке[100].
- Максим (Мастихис) (79) — епископ Константинопольского Патриархата, епископ Евменийский, викарий Бельгийской митрополии (с 1977)[101].
- Николацци, Франко (90) — итальянский государственный и партийный деятель, национальный секретарь Итальянской демократической социалистической партии (1985—1988), министр (1979—1988)[102].
- Форд, Уэнделл (90) — американский политик, губернатор Кентукки (1971—1974), сенатор (1974—1999)[103].

## 21 января

Виктор Бирюков

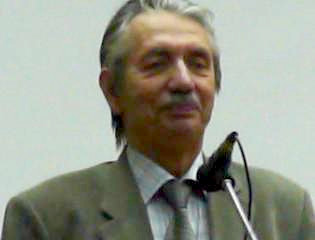
Станислав Козел

- Ахмад Мохтар Селат (66) — малайзийский дипломат и педагог[104].
- Бирюков, Виктор Ефимович (102) — советский железнодорожник, главный инженер Московской железной дороги (1954—1963), заместитель председателя Госплана СССР[105].
- Борг, Маркус (72) — американский библеист, участник Семинара Иисуса[106].
- Брановицкий, Игорь Евгеньевич (38) — украинский военный деятель[107].
- Бриттан, Леон (75) — британский политик, министр внутренних дел Великобритании (1983—1985), заместитель председателя Европейской комиссии (1995)[108].
- Брюханов, Николай Григорьевич (90) — советский государственный деятель, председатель исполкома городского Совета Николаева (1966—1974)[109].
- Гудвин, Джордж (97) — американский журналист, лауреат Пулитцеровской премии (1948)[110].
- Денцер, Фрида (84) — швейцарская горнолыжница, серебряный призёр зимних Олимпийских игр в Кортина-д’Ампеццо (1956)[111].
- Ирвин, Стэн (94) — американский актёр, продюсер телевизионных шоу, менеджер[112].
- Йэтс, Полин (85) — британская актриса[113].
- Камуто, Винс (78) — американский дизайнер обуви[114].
- Картер, Эммануэль (85) — тринидадский государственный деятель, и. о. президента Тринидада и Тобаго (1990)[115].
- Кмент, Вальдемар (85) — австрийский оперный певец, солист (тенор) Венской государственной оперы[116].
- Козел, Станислав Миронович (84) — советский и российский физик, доктор физико-математических наук, профессор Московского физико-технического института[117].
- Монтено, Кемал (66) — югославский и боснийский певец и автор песен[118].
- Петрозеллини, Костантине (93) — итальянский лётчик-истребитель, участник Второй мировой войны, кавалер трёх Серебряных медалей и двух Крестов «За воинскую доблесть»[119].
- Хименес Оропеса, Марта (95) — кубинская актриса, режиссёр, профессор[120].

## 20 января

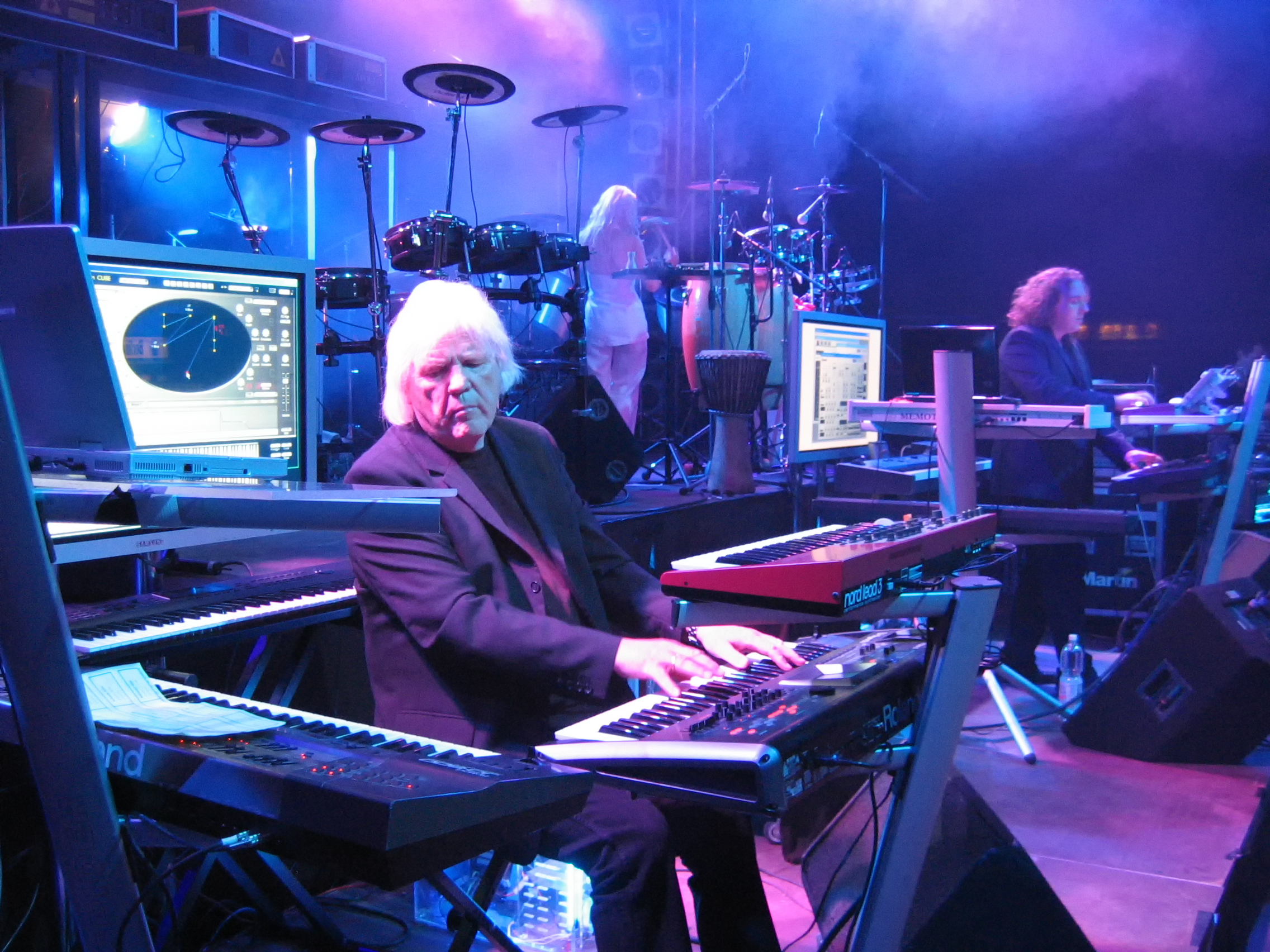
Эдгар Фрезе

- Белогурова, Лариса Владимировна (54) — советская и российская киноактриса[121].
- Воронцова, Маргарита Алексеевна (91) — советский и украинский врач-педиатр, Герой Социалистического Труда (1969)[122].
- Грицкевич, Анатолий Петрович (85) — советский и белорусский историк[123].
- Демидова, Наталья Фёдоровна (94) — советский и российский историк, доктор исторических наук[124],
- Зарембовский, Анатолий Григорьевич (57) — российский актёр театра и кино, художественный руководитель молодёжного театра-студии «На Карамышевской» (Москва) (с 2004 года)[125].
- Пьолле, Вильфрид (71) — французская балерина[126].
- Сайто, Хитоси (54) — японский дзюдоист, двукратный чемпион Олимпийских игр в Лос-Анджелесе (1984) и Сеуле (1988); рак желчевыводящих путей[127].
- Спиридон (Калафатакис) (88) — епископ Элладской православной церкви, митрополит Кефаллинийский (с 1984)[128].
- Фатуллаев, Хафиз Нураддин оглы (70) — советский и азербайджанский актёр («Насими»), сценарист и режиссёр театра АЗГАНДТ и кино[129].
- Фаулер, Джеймс (85) — американский морской пехотинец, неоднократный кавалер медалей «Бронзовая звезда» и «Пурпурное сердце»[130].
- Фрёзе, Эдгар (70) — немецкий композитор и музыкант, пионер электронной музыки, один из родоначальников и ведущих представителей Берлинской школы электронной музыки, лидер группы Tangerine Dream[131].
- Шилов, Станислав Константинович (75) — советский и российский поэт[132].

## 19 января

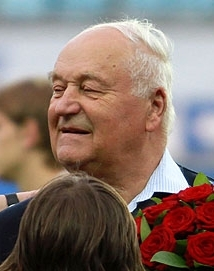
Владимир Кесарев

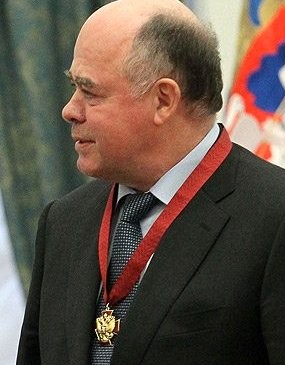
Виктор Матросов

- Алладади, Мохаммед (?) — иранский военный деятель, генерал Корпуса стражей исламской революции; убит[133].
- Горностаева, Вера Васильевна (85) — советская и российская пианистка, педагог, музыкально-общественный деятель, публицист, профессор и заведующая кафедрой специального фортепиано Московской консерватории, народная артистка РСФСР (1988)[134].
- Камлангек, Атит (89) — таиландский военный деятель, главнокомандующий Вооружёнными силами Таиланда (1983—1986)[135].
- Капра, Юстин (81) — румынский изобретатель, создатель реактивного ранца[136].
- Кесарев, Владимир Петрович (84) — советский футболист и тренер, защитник клуба «Динамо» (1956—1965), чемпион Европы (1960)[137].
- Киркбрайд, Энн (60) — британская актриса (Coronation Street)[138].
- Куцаев, Пётр Егорович (86) — бригадир бригады электросварщиков управления строительства механизации работ управления «Саратовгэсстрой», Герой Социалистического Труда (1972)[139].
- Манзон, Робер (97) — бельгийский автогонщик Формулы-1, последний участник первого чемпионата мира 1950 года[140].
- Матросов, Виктор Леонидович (64) — советский и российский математик, академик РАН (2008), ректор Московского педагогического государственного университета (1987—2013)[141].
- Помарес, Рауль (80) — кубинский актёр, режиссёр и драматург. профессор[142][143].
- Прибрам, Карл (95) — американский врач, психолог и нейрофизиолог[144].
- Свингл, Уорд (87) — американский музыкант (The Swingle Singers), пятикратный лауреат премии «Грэмми»[145].
- Фаддей (Иорамашвили) (68) — епископ Грузинской Православной Церкви, митрополит Марабдинский (с 2013)[146].
- Шарипов, Сухроб Ибронович (51) — таджикский политик и политолог, глава Центра стратегических исследований при президенте республики (2005—2011), депутат парламента (с 2011 года); сердечный приступ[147].

## 18 января

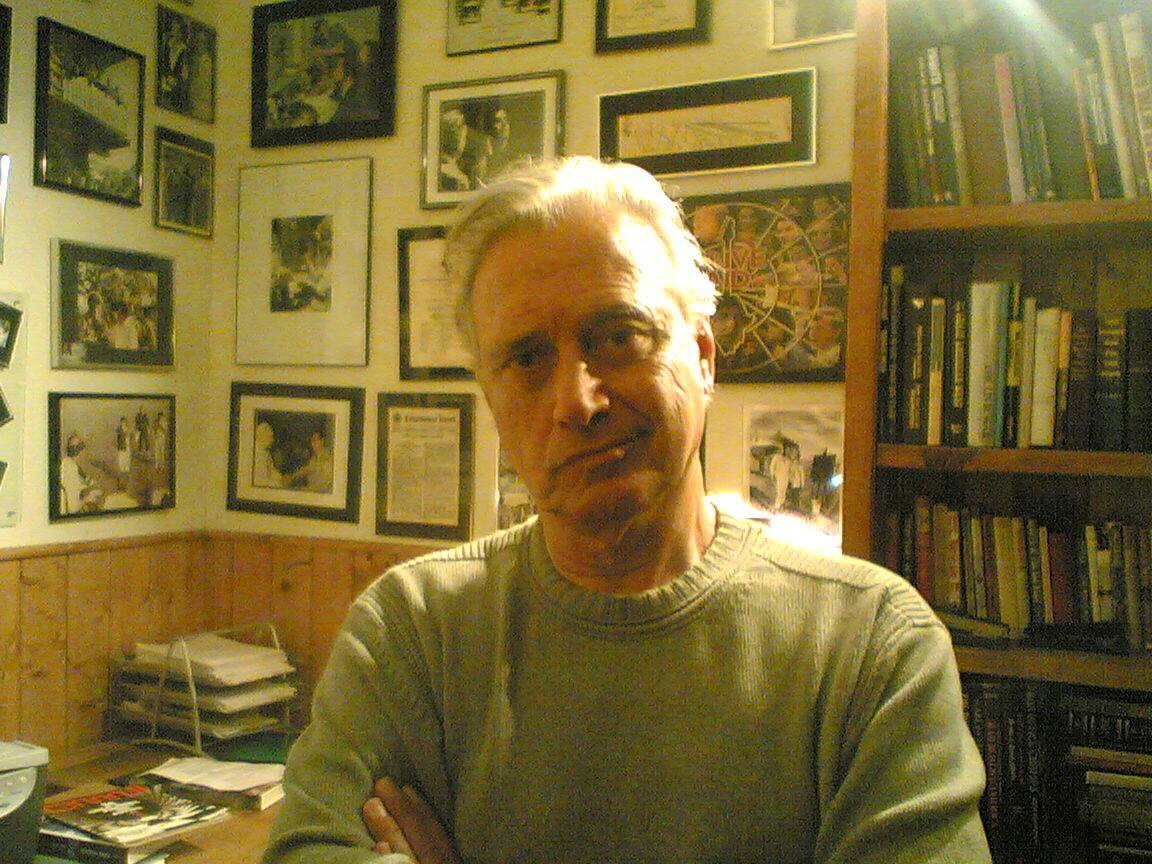
Тони Верна

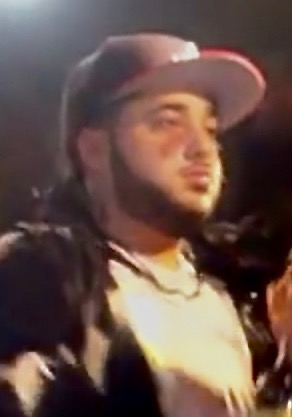
Стивен Родригез

- Бекбулатов, Алеухан Бектасинович (60)[значимость?] — советский киноактёр, сыгравший единственную роль — борца Хаджимукана Мунайтпасова («Знай наших!»), и казахстанский бизнесмен[148].
- Буляков, Флорид Минемуллинович (66) — советский и российский башкирский драматург, народный писатель Республики Башкортостан, лауреат Государственной премии Российской Федерации в области литературы и искусства (1995)[149].
- Родригез, Стивен (A$AP Yams) (26) — американский рэпер, основатель A$AP MOB[150]
- Верна, Тони (81) — американский телевизионный режиссёр и продюсер, изобретатель повторов в спортивных трансляциях[151].
- Вокансон, Филипп (110) — французский долгожитель, старейший мужчина Европы[152].
- Воронова, Анна Витальевна (47) — российская актриса Московского академического театра им. Владимира Маяковского (1992—2005) и кино[153].
- Зюзюкин, Иван Иванович (82) — советский и российский детский писатель и журналист, лауреат премии «Золотое перо России»[154].
- Ливи, Грация (84—85) — итальянская писательница, лауреат премии Виареджо (1991)[155].
- Малышев, Вадим Михайлович (82) — советский государственный деятель, председатель Государственного комитета СССР по надзору за безопасным ведением работ в атомной промышленности (1986—1989), председатель Государственного комитета СССР по надзору за безопасным ведением работ в промышленности и атомной энергетике (1989—1991)[156].
- Нисман, Альберто (51) — федеральный прокурор Аргентины[157].
- Тейлор, Даллас[англ.] (66) — американский музыкант, ударник (Crosby, Stills & Nash)[158].
- Поликарпов, Олег Петрович (77) — учитель физики высшей квалификационной категории, лауреат премии Президента России, Отличник народного просвещения СССР, Заслуженный учитель Российской Федерации, Почётный гражданин Братска.[источник не указан 3131 день]

## 17 января

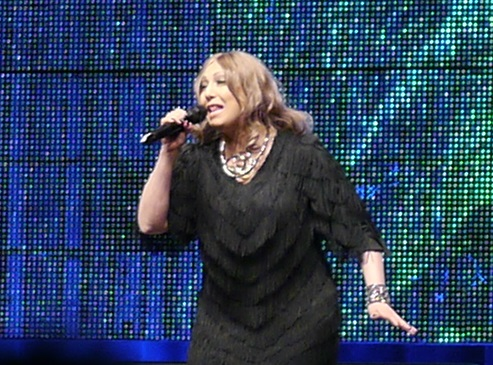
Орига

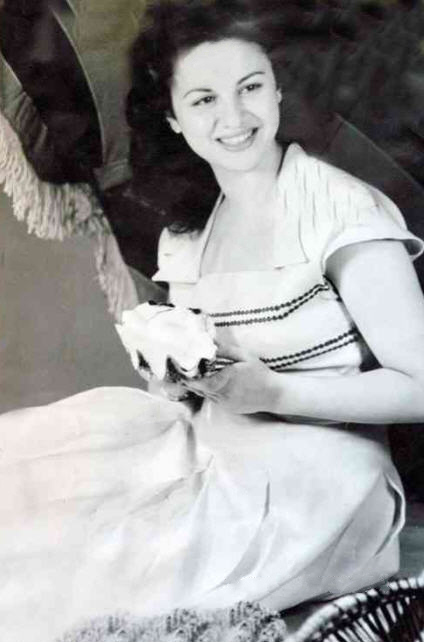
Фатен Ханама

- Иванова-Казас, Ольга Михайловна (101) — советский и российский эмбриолог, доктор биологических наук, профессор[159].
- Михайлов, Аркадий Евгеньевич (89) — генеральный директор Калининградского морского торгового порта (1971—1996)[160].
- Орига (44) — японская эстрадная певица русского происхождения; рак лёгких[161].
- Плитт, Грег (37) — американский актёр, фитнес-модель, атлет[162].
- Рамон, Франсиско Руис[исп.] (85) — испанский литературный критик и театровед[163].
- Татаров, Алексей Валентинович[укр.] (74) — советский и украинский художник и бард [источник не указан 3859 дней].
- Хамама, Фатен (83) — египетская киноактриса[164].
- Херрон, Дональд (90) — канадский актёр и драматург[165].
- Чариков, Владимир Петрович (65) — советский и российский хоккеист, тренер, руководитель хоккейного клуба «Салават Юлаев», заслуженный тренер Российской Федерации (1992)[166].

## 16 января
- Алексеев, Геннадий Александрович (84) — советский деятель органов внутренних дел, министр внутренних дел Северо-Осетинской АССР (1973—1980), заслуженный работник МВД, генерал-лейтенант милиции в отставке[167].
- Болинага, Хосу (59) — испанский террорист, член террористической группировки ЭТА; рак[168].
- Данзанов, Аюша Бимбаевич (78) — советский и российский бурятский певец, заслуженный артист Российской Федерации (1997)[169].
- Карраско, Хосе (71) — перуанский государственный деятель, министр энергетики и горной промышленности (1988—1989)[170].
- Ламп, Рэй (91) — американский баскетболист, чемпион летних Олимпийских игр в Лондоне (1948)[171].
- Мартин, Луис (78) — британский тяжелоатлет, серебряный призёр летних Олимпийских игр в Токио (1964), бронзовый призёр летних Олимпийских игр в Риме (1960)[172].
- Таран, Евгений Анатольевич (48) — советский и российский баскетболист и тренер, заслуженный мастер спорта СССР[173].
- Черницкий, Юрий Михайлович (71) — советский и российский актёр, артист Астраханского драматического театра (с 1974 года), народный артист Российской Федерации (2011)[174].
- Чобанова, Нина Александровна (88) — заведующая фермой колхоза «Ленинский луч» Красногорского района Московской области, Герой Социалистического Труда (1971)[175]
- Яо Бэйна (33) — китайская певица; рак груди[176].

## 15 января

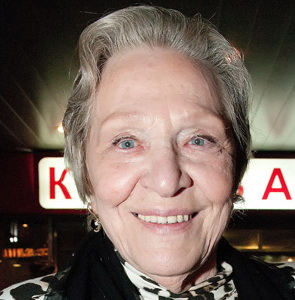
Римма Маркова

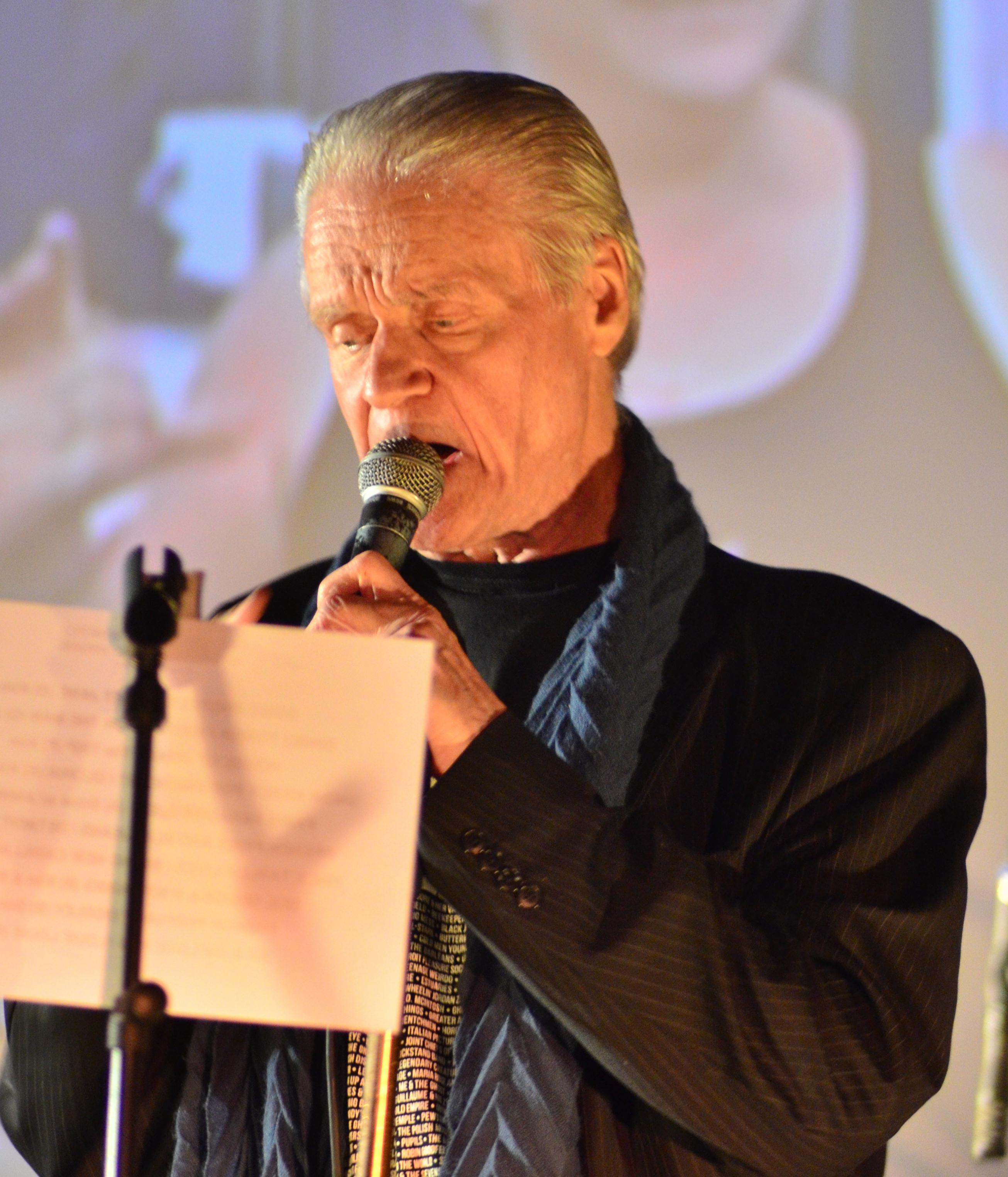
Ким Фоули

- Булгаков, Сергей Витальевич (56) — советский и российский бард[177].
- Буркин, Владимир Иванович (79) — советский и российский врач и организатор здравоохранения, заслуженный врач Российской Федерации (1995), почётный гражданин города Тамбова[178].
- Дрейк, Эрвин (95) — американский автор песен («It Was a Very Good Year»)[179].
- Кальвейра, Арнальдо (85) — аргентинский писатель[180].
- Кеннеди, Арчибальд (58) — шотландский пэр, глава клана Кеннеди (1994—2015)[181].
- Кононенко, Данило Андреевич (73) — украинский поэт и журналист[182].
- Легостаев, Руслан Валентинович (52) — советский и российский артист цирка, заслуженный артист Российской Федерации (1997)[183].
- Лихтнегль, Карел (78) — чехословацкий футболист, серебряный призёр Олимпийских игр (1964)[184].
- Лэнг, Этель (114) — британская долгожительница, последний представитель Викторианской эпохи на территории Соединённого Королевства[185].
- Маркова, Римма Васильевна (89) — советская и российская актриса театра и кино, народная артистка Российской Федерации (1994)[186].
- Оцука, Тикао (85) — японский актёр[187].
- Павловский, Евгений Семёнович (91) — советский и российский учёный в области агролесомелиорации, директор Всероссийского НИИ агролесомелиорации (1979—1995), академик ВАСХНИЛ (1988), академик РАН (2013), заслуженный деятель науки Российской Федерации (1994)[188].
- Печатнов, Александр Васильевич (57) — российский художник-график[189].
- Суитмэн, Харви (93) — новозеландский и британский лётчик Второй мировой войны, кавалер креста «За выдающиеся заслуги»[190].
- Тхакур, Рамешвар (80) — индийский политик, губернатор штатов Орисса (2004—2007), Андхра-Прадеш (2006—2007), Карнатака (2007—2009)[191].
- Фоули, Ким (75) — американский певец, автор песен, поэт, радиоведущий, менеджер и продюсер[192].

## 14 января

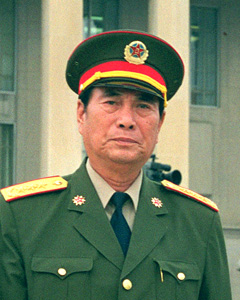
Чжан Ваньнянь

- Богатова, Надежда Георгиевна (90) — советская и российская актриса, заслуженная артистка РСФСР (1970), народная артистка Республики Хакасия (1994)[193].
- Вайцен, Алексей Ангелович (92) — один из узников нацистского лагеря смерти Собибор[194].
- Отин, Евгений Степанович (82) — советский и украинский лингвист, специалист в области ономастики, топонимии, гидронимии, доктор филологических наук (1974), профессор, заслуженный деятель науки и техники Украины (1992)[195].
- Родченко, Валерий Александрович (76) — советский и российский кинорежиссёр («Необыкновенные приключения Карика и Вали»), преподаватель Санкт-Петербургского государственного института кино и телевидения[196].
- Ромеро, Нелида (88) — аргентинская актриса[197].
- Тарасюк, Николай Васильевич (82)[значимость?] — советский и белорусский художник, мастер резьбы по дереву[198].
- Чернухин, Александр Викторович (51)[значимость?] — российский бизнесмен, генеральный директор компании «Роснефть-Ставрополье» (2000—2011); убит[199].
- Чжан Ваньнянь (86) — китайский военный и государственный деятель, начальник Генштаба НОАК (1992—1995), заместитель председателя Центрального военного совета Китая (1995—2003); генерал-полковник (1993)[200].
- Шахлави, Дэррен (42) — британский актёр и каскадёр[201].
- Элоян, Юрий Гарегинович (74) — советский и армянский режиссёр, педагог и актёр[202].

## 13 января

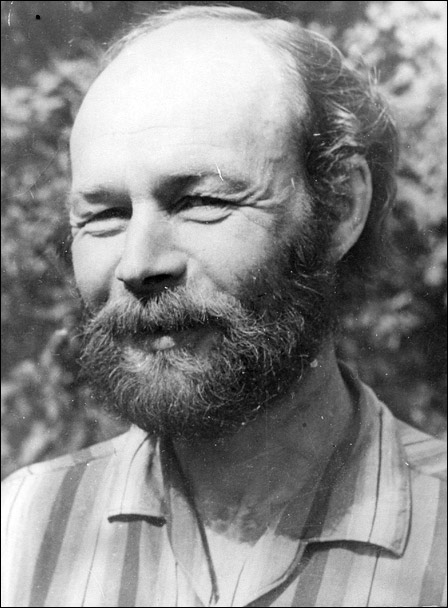
Феликс Серебров

- Аве, Мартин (67) — французская актриса («Отверженные», «Дорога школяров»)[203].
- Бреннан, Эндрю[англ.] (66) — американский убийца; казнён[204].
- Бун, Роберт (98) — американский актёр[205].
- Дикерсон, Джордж (81) — американский актёр («Синий бархат»)[206].
- Каннингэм, Джулиан Дуглас (69) — американский футболист[207].
- Кенни, Уэсли (89) — американский режиссёр и продюсер, трёхкратный лауреат премии «Эмми» (1983, 1985, 1986)[208].
- Оливетти, Линкольн (60) — бразильский композитор[209].
- Серебров, Феликс Аркадьевич (84) — советский диссидент и правозащитник[210].
- Фаудри, Ральф (75) — американский математик[211].
- Хейворд, Джек (91) — британский предприниматель, владелец (1990—2007) и почётный президент (с 2007 года) футбольного клуба «Вулверхэмптон Уондерерс»[212].

## 12 января

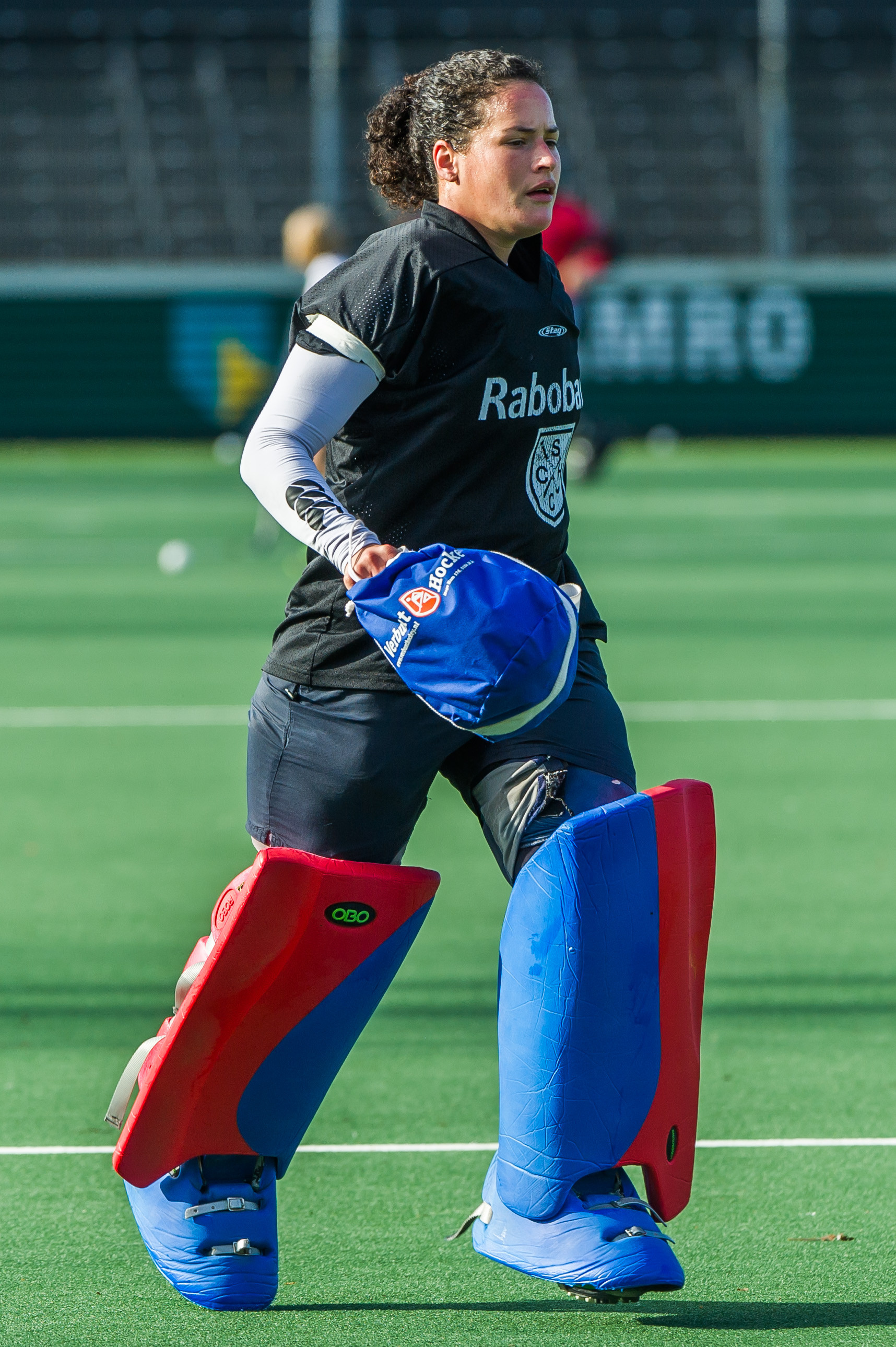
Инге Вермёлен

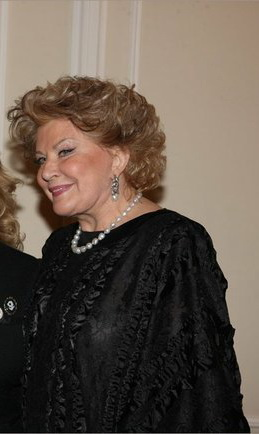
Елена Образцова

- Алиев, Мухтар Алиевич (81) — советский и казахстанский хирург, министр здравоохранения Казахской ССР (1982—1987), президент Академии медицинских наук Республики Казахстан (1995); народный герой Казахстана (1995)[213].
- Васильев, Владимир Ильич (71) — советский и российский оперный певец, солист Новосибирского театра оперы и балета, заслуженный артист РСФСР (1991)[214].
- Вермёлен, Инге (30) — нидерландская хоккеистка, чемпионка Европы по хоккею на траве (2009)[215].
- Гелюс, Феликс Константинович (57) — советский и российский боксёр и тренер, заслуженный тренер России (2012), тренер Андрея Замкового[216].
- Глейзер, Фрэнк (99) — американский пианист, композитор и преподаватель[217].
- Клиффорд Адамс (62) — американский тромбонист (Kool & the Gang)[218].
- Кобос, Херман (87) — испанский актёр («Выкорми ворона»)[219].
- Максаковский, Владимир Павлович (90) — советский и российский географ, экономико-географ, страновед, доктор географических наук (1970), профессор, академик Российской академии образования (1992)[220].
- Межиев, Ахъяд (?)[значимость?] — российский террорист, участник теракта на Дубровке в 2002 году[221].
- Образцова, Елена Васильевна (75) — советская и российская оперная певица (меццо-сопрано), народная артистка СССР (1976), Герой Социалистического Труда (1990); остановка сердца[222].
- Рамушвана, Габриэл (73) — южноафриканский генерал, глава Венды (1990—1994)[223].
- Уинфилд, Даррелл Хью[англ.] (85) — американский актёр (Человек Мальборо)[224].

## 11 января

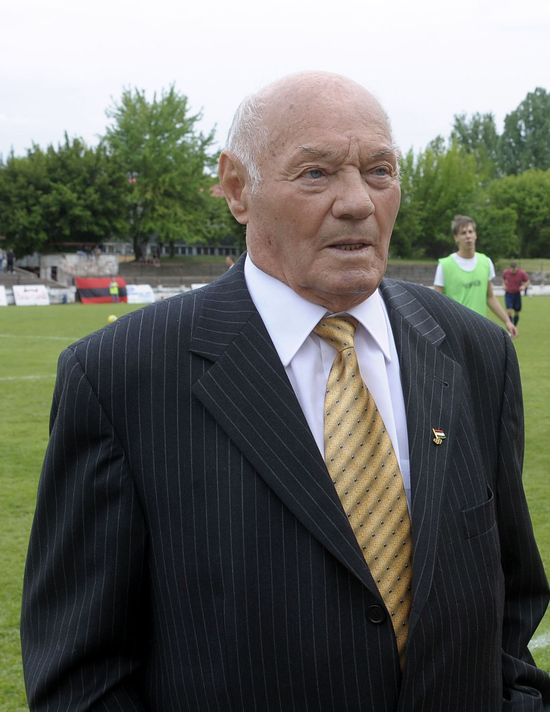
Енё Бузански

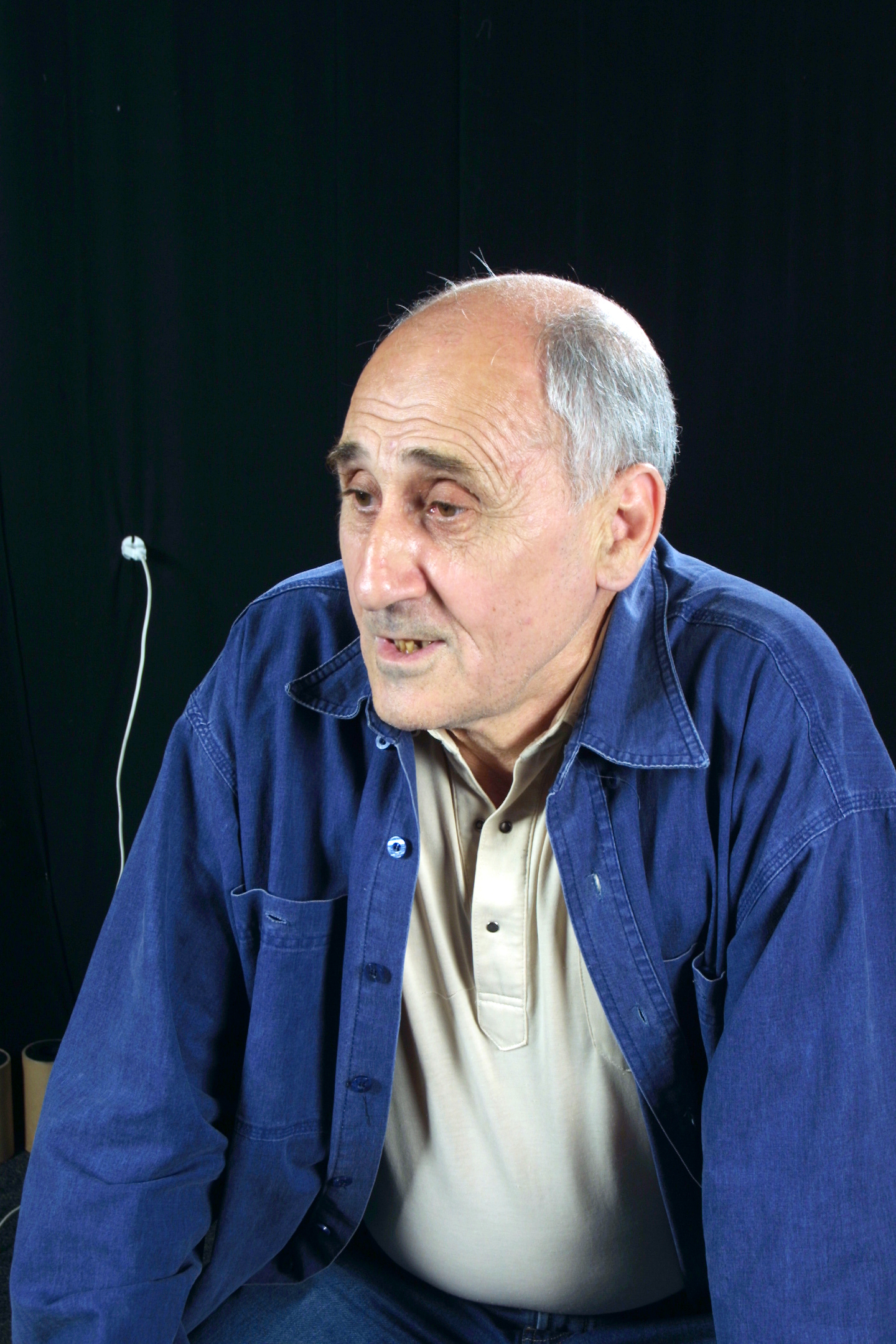
Вазиф Мейланов

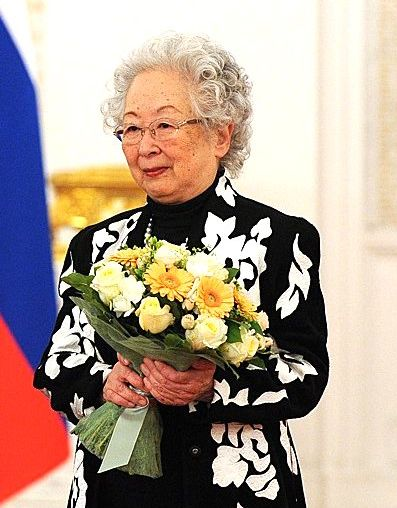
Йокко Нагаэ Ческина

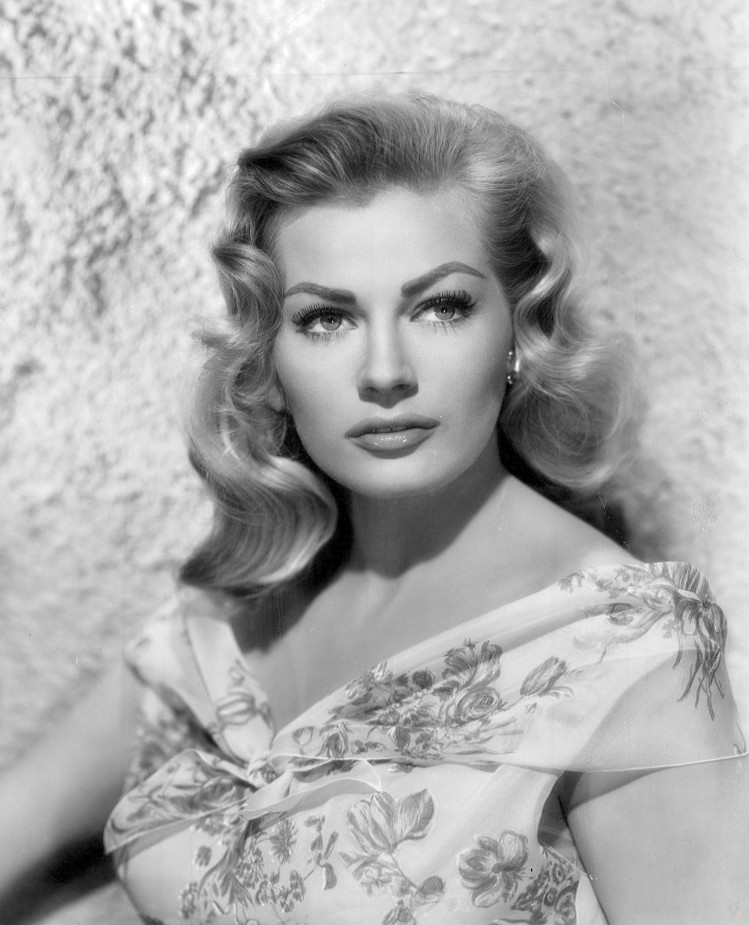
Анита Экберг

- Бузански, Енё (89) — венгерский футболист, чемпион летних Олимпийских игр в Хельсинки (1952), последний участник «Золотой команды»[225].
- Визинтин, Бруно (82) — итальянский боксёр лёгких и средних весовых категорий, чемпион Европы (1951)[226].
- Волкова, Ольга Васильевна (87) — советский и российский эмбриолог, академик РАМН (1991), академик РАН (2013)[227].
- Жидяев, Виктор Иванович (76) — советский и российский художник и педагог[228].
- Зуб, Рышард (80) — польский фехтовальщик-саблист и итальянский тренер, двукратный серебряный (1956, 1960) и бронзовый (1964) призёр летних Олимпийских игр[229].
- Калинников, Владимир Трофимович (79) — советский и российский химик, академик РАН (2000)[230].
- Кязимова-Атеш, Гюльшан Лятиф кызы (53) — азербайджанская и нидерландская писательница и общественный деятель[231].
- Маунткасл, Вернон (96) — американский невролог, открывший колонку кортекса[232].
- Мейланов, Вазиф Сиражутдинович (74) — советский и российский публицист, политолог, правозащитник; бывший диссидент, политзаключённый[233].
- Михаловская, Данута (92) — польская актриса, режиссёр и педагог[234].
- Нагаэ Ческина, Йоко (82) — японская аристократка, графиня, арфистка, меценат русской культуры[235].
- Хаши, Назрул Ислам (73) — бангладешский кинорежиссёр и кинопродюсер[236].
- Экберг, Анита (83) — шведская фотомодель, киноактриса («Война и мир», «Сладкая жизнь»)[237].

## 10 января

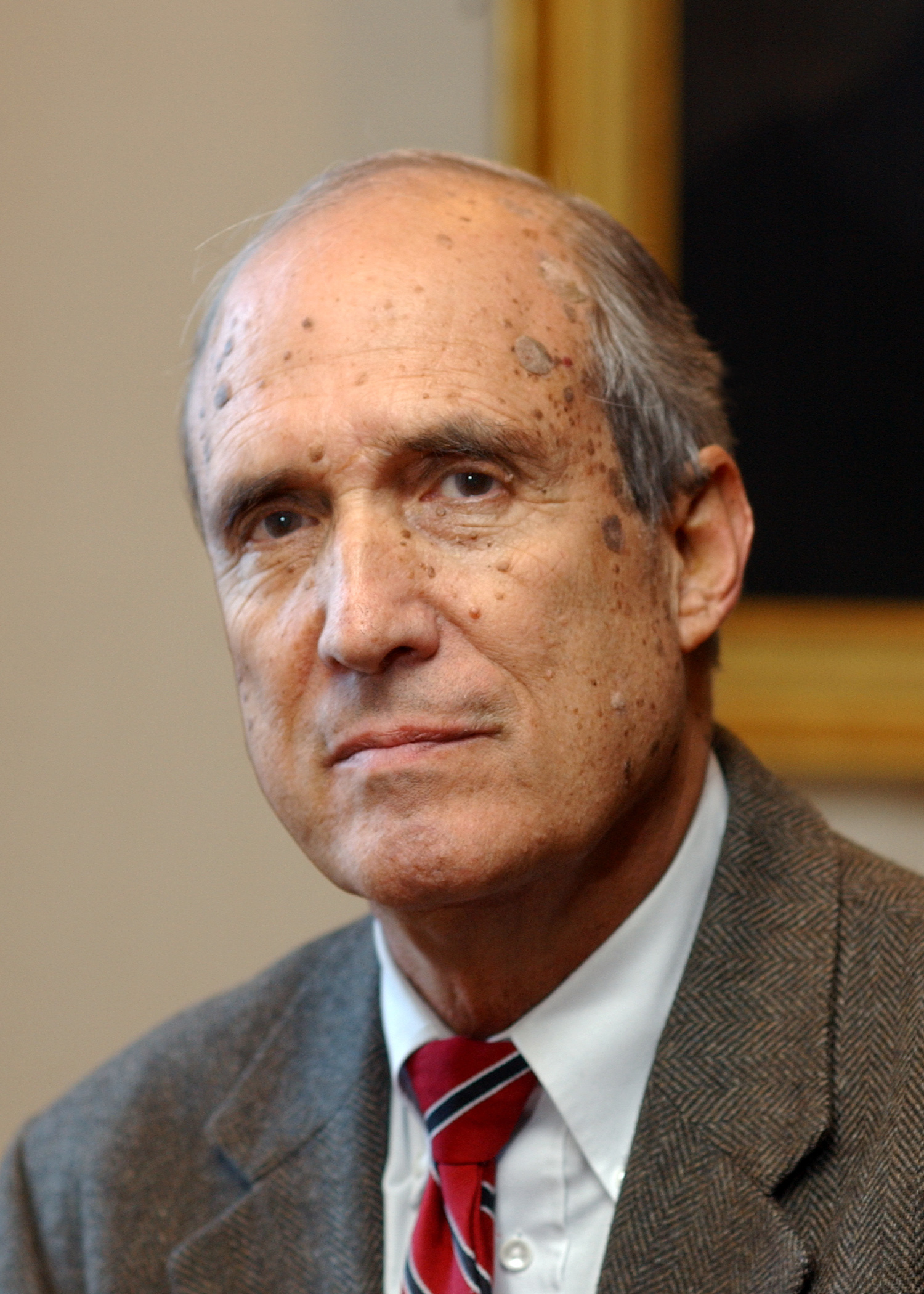
Роберт Бернер

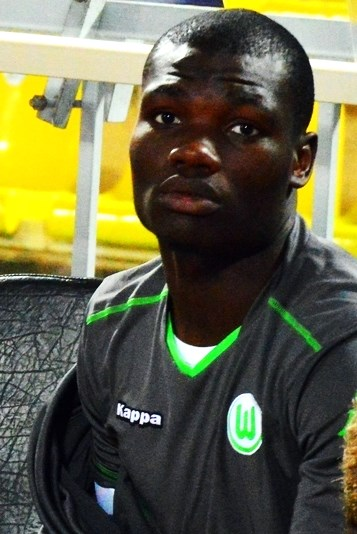
Жуниор Маланда

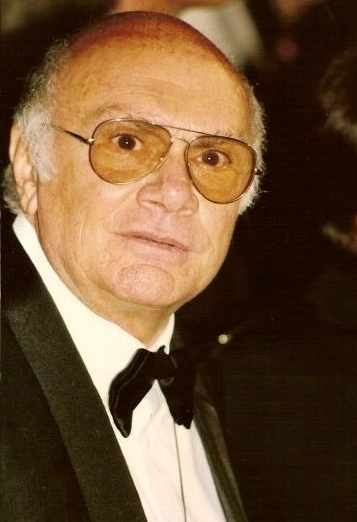
Франческо Рози

- Аранда, Хорхелина (72) — аргентинская актриса, модель и танцовщица[238].
- Бернер, Роберт (79) — американский геолог и геохимик, исследователь геохимического цикла углерода[239].
- Гончар, Михаил Тимофеевич (93) — украинский и советский учёный-лесовод.
- Кирилл (Христакис) (76) — епископ Элладской православной церкви, митрополит Фессалиотидский и Фанариоферсальский (2005—2014)[240].
- Клеменс, Брайан (83) — британский сценарист («Золотое путешествие Синдбада») и продюсер («Мстители»)[241].
- Маланда, Жуниор (20) — бельгийский футболист; автокатастрофа[242].
- Мартинович, Слободан (69) — югославский и сербский шахматист, гроссмейстер (1979); тренер[243].
- Негрон, Тейлор[англ.] (57) — американский актёр[244].
- Новак, Тадеуш (95) — польский легкоатлет, тренер и спортивный деятель[245].
- Припачкина, Александра Павловна (61) — советский и российский врач-онколог, доктор медицинских наук, заслуженный врач Российской Федерации (2004)[246].
- Раух, Альберт (81) — немецкий богослов, прелат (1971), апостольский протонотарий (2009), директор Института восточных церквей (1972—2015)[247].
- Рози, Франческо (92) — итальянский кинорежиссёр, сценарист, классик итальянского киноискусства, призёр крупнейших мировых кинофестивалей — Каннского, Венецианского, Берлинского и Московского[248].
- Стоун, Роберт (77) — американский писатель, лауреат литературных премий[249].
- Уткин, Владимир Иванович (79) — советский и российский геофизик, член-корреспондент РАН (2003), директор Института геофизики УрО РАН (1999—2004), профессор, заслуженный деятель науки Российской Федерации (1999)[250].
- Хоган, Джим (81) — британский и ирландский легкоатлет, чемпион Европы (1966) на марафонской дистанции[251].
- Цыгуров, Денис Геннадьевич (43) — российский хоккеист, чемпион Межнациональной хоккейной лиги (1996), обладатель Кубка Европейских чемпионов (1997), серебряный призёр чемпионата России в составе «Авангарда» (2000/01)[252].

## 9 января

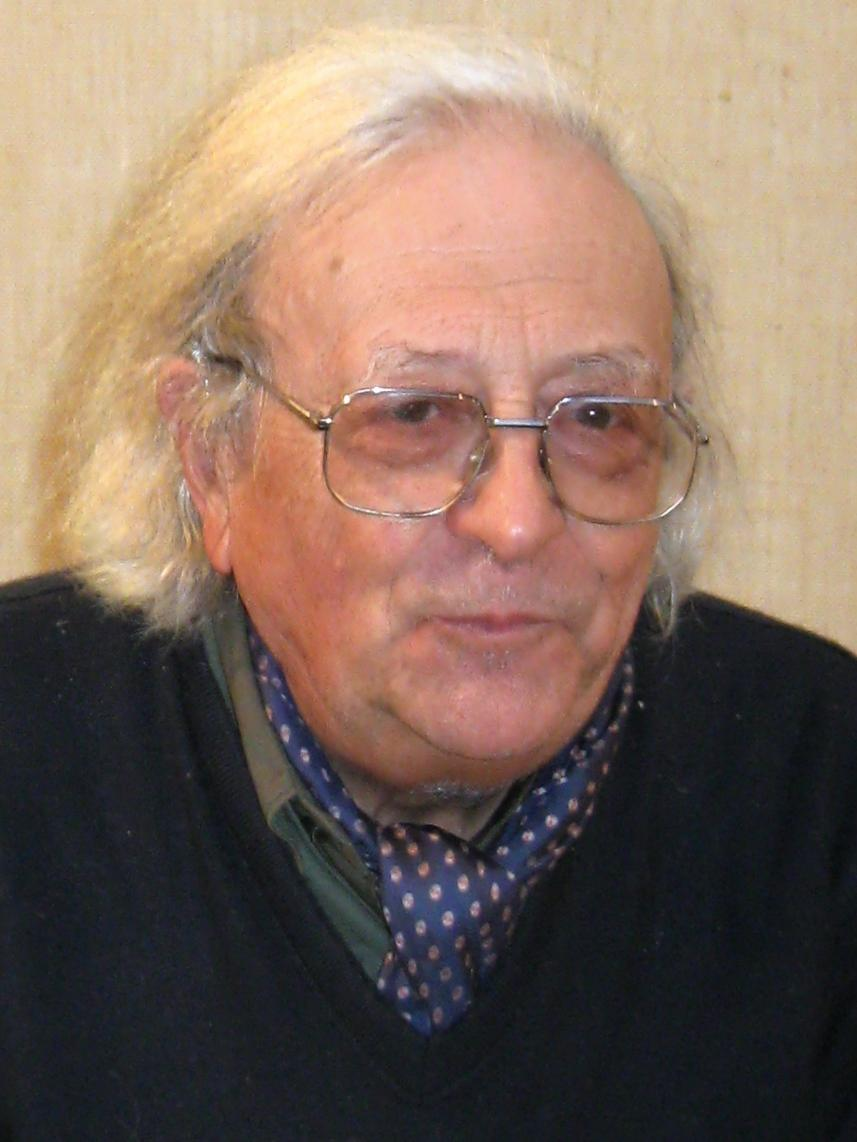
Мишель Жери

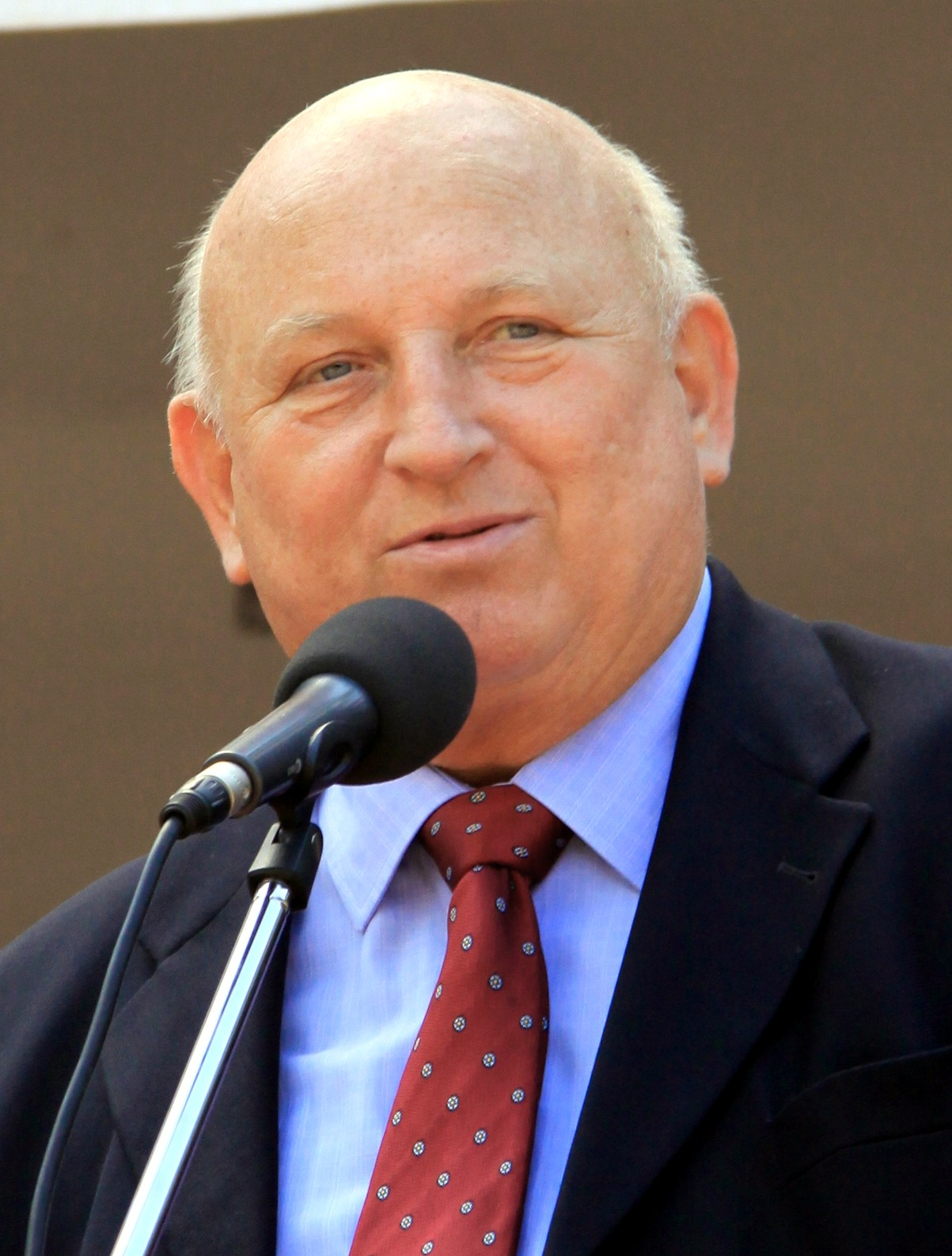
Юзеф Олексы

- Анкиллетти, Анджело (71) — итальянский футболист, чемпион Европы (1968)[253].
- Голдуин, Сэмюэл (младший) (88) — американский продюсер, номинант на премию «Оскар» (2004)[254].
- Жери, Мишель (80) — французский писатель-фантаст[255] Архивная копия от 4 апреля 2016 на Wayback Machine.
- Кулибали, Амеди (32) — исламский террорист, убит[256].
- Лукина, Елена Ивановна (94) — советская лётчица, штурман женской лётной дивизии Марины Расковой, участник Великой Отечественной войны, почётный гражданин города Саратова[257].
- Олексы, Юзеф (68) — польский государственный деятель, председатель Совета Министров Польши (1995—1996)[258].
- Педерсен, Педер (69) — датский велогонщик, чемпион летних Олимпийских игр в Мехико (1968) в командной гонке[259].
- Руднов, Олег Константинович (66) — российский журналист, глава Балтийской медиагруппы[260].
- Тарпли, Рой (50) — американский профессиональный баскетболист («Урал-Грейт») (1999—2000)[261].
- Щербина, Владимир Анатольевич (65) — украинский журналист, заслуженный журналист Украины (2007) [источник не указан 3862 дня].

## 8 января

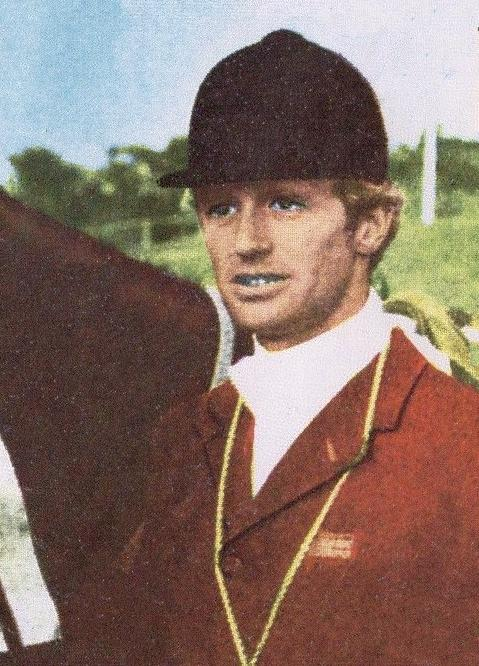
Ричард Мид

- Архила, Фернандо (94) — испанский футболист («Барселона»), обладатель Кубка Испании по футболу (1942)[262].
- Гаррет, Пэтси (93) — американская актриса[263].
- Дубаев, Лев Александрович (86) — советский и российский поэт и литературный переводчик[264].
- Крауч, Андре (72) — американский певец, семикратный лауреат премии «Грэмми» (1975, 1978, 1979, 1980, 1981, 1984, 1994)[265] Архивная копия от 30 августа 2020 на Wayback Machine.
- Легостаев, Виктор Павлович (83) — советский и российский конструктор ракетно-космической техники, генеральный конструктор РКК «Энергия» (с 2014 года), академик РАН (2003)[266].
- Макфолл, Рэй (88) — британский бизнесмен и музыкальный промоутер, владелец Cavern Club (1959—1966)[267].
- Маркл, Губерт (76) — немецкий биолог, президент общества Макса Планка (1996—2002)[268].
- Мид, Ричард (76) — британский спортсмен-наездник, трёхкратный чемпион Олимпийских игр (1968, 1972)[269].
- Рантала, Лейф (67) — финский лингвист, специалист по саамским языкам, истории и культуре, особенно на Кольском полуострове[270].

## 7 января

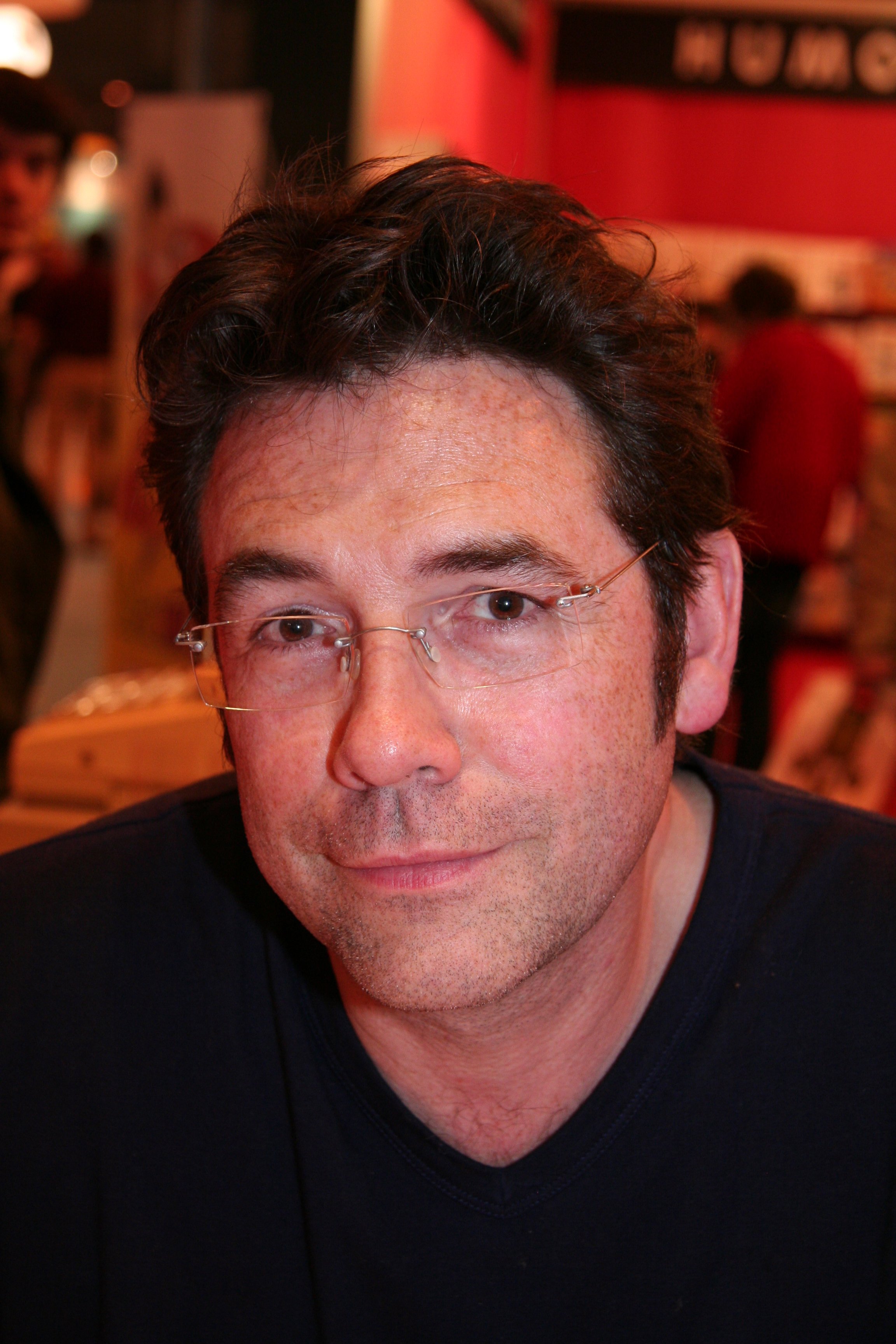
Бернар Верлак

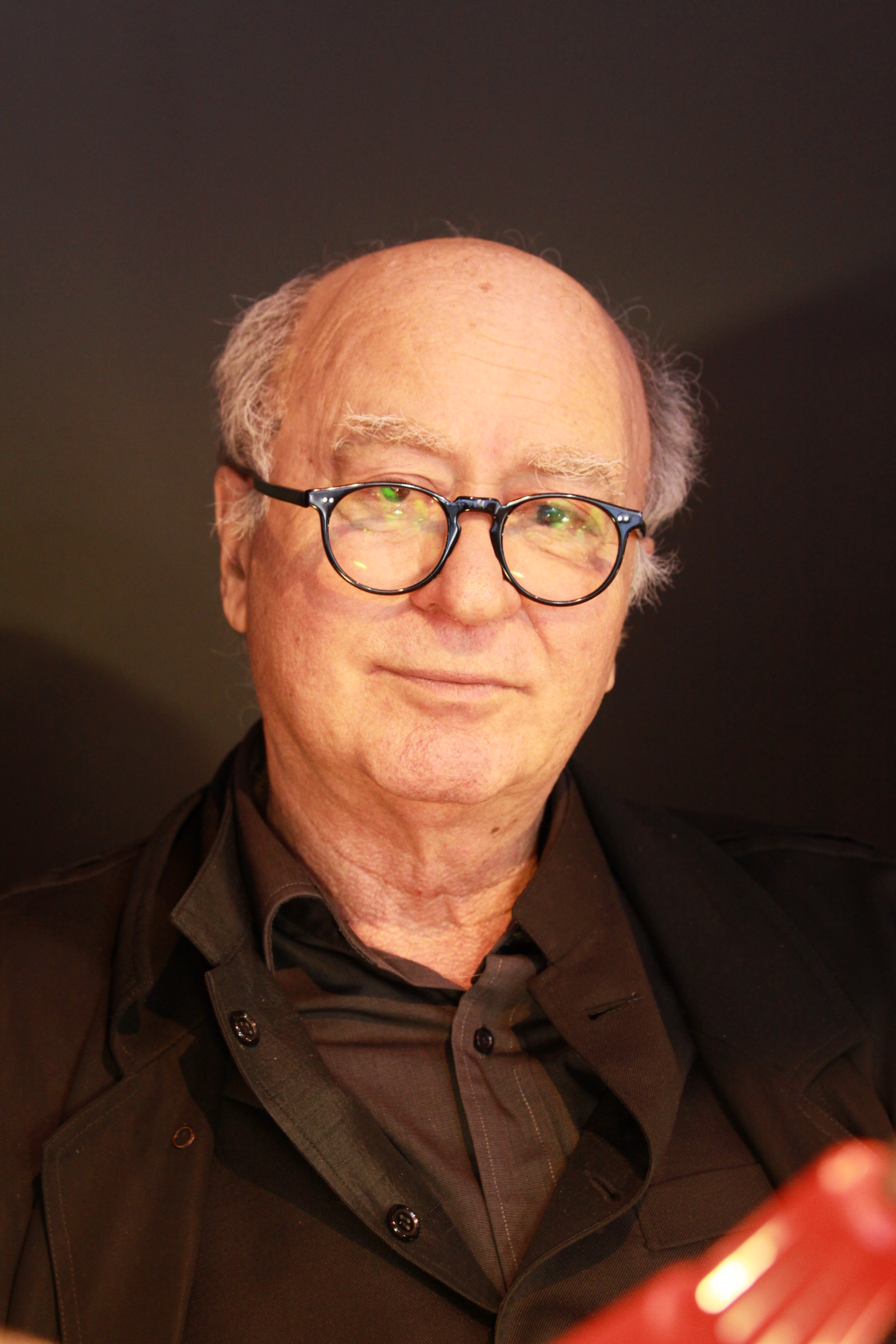
Жорж Волински

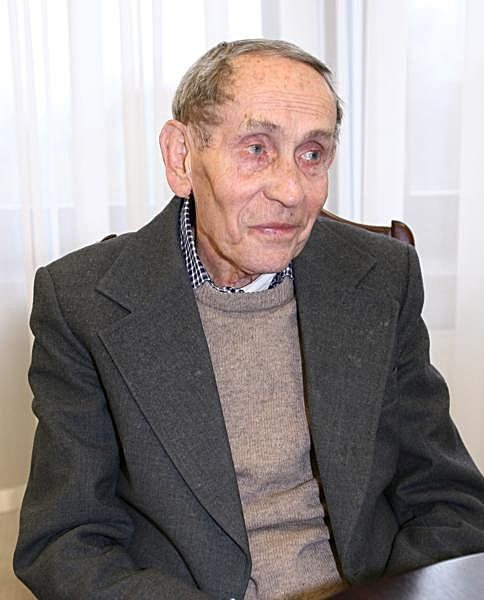
Тадеуш Конвицкий

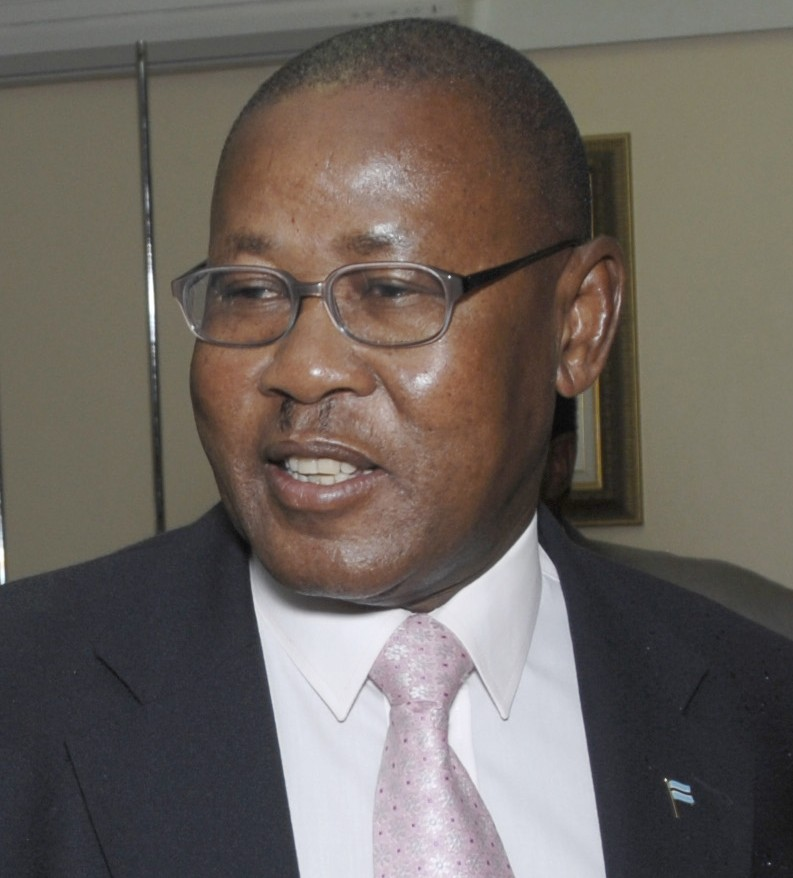
Момпати Мепрафхе

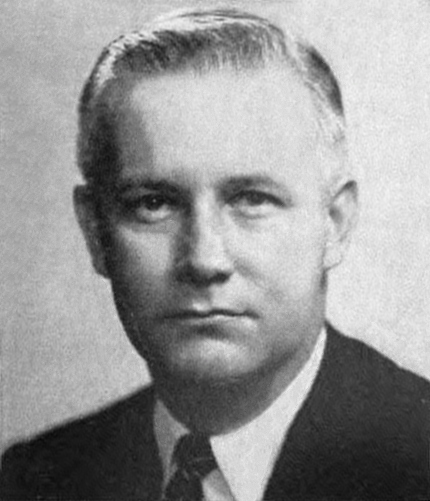
Арч Альфред Мур

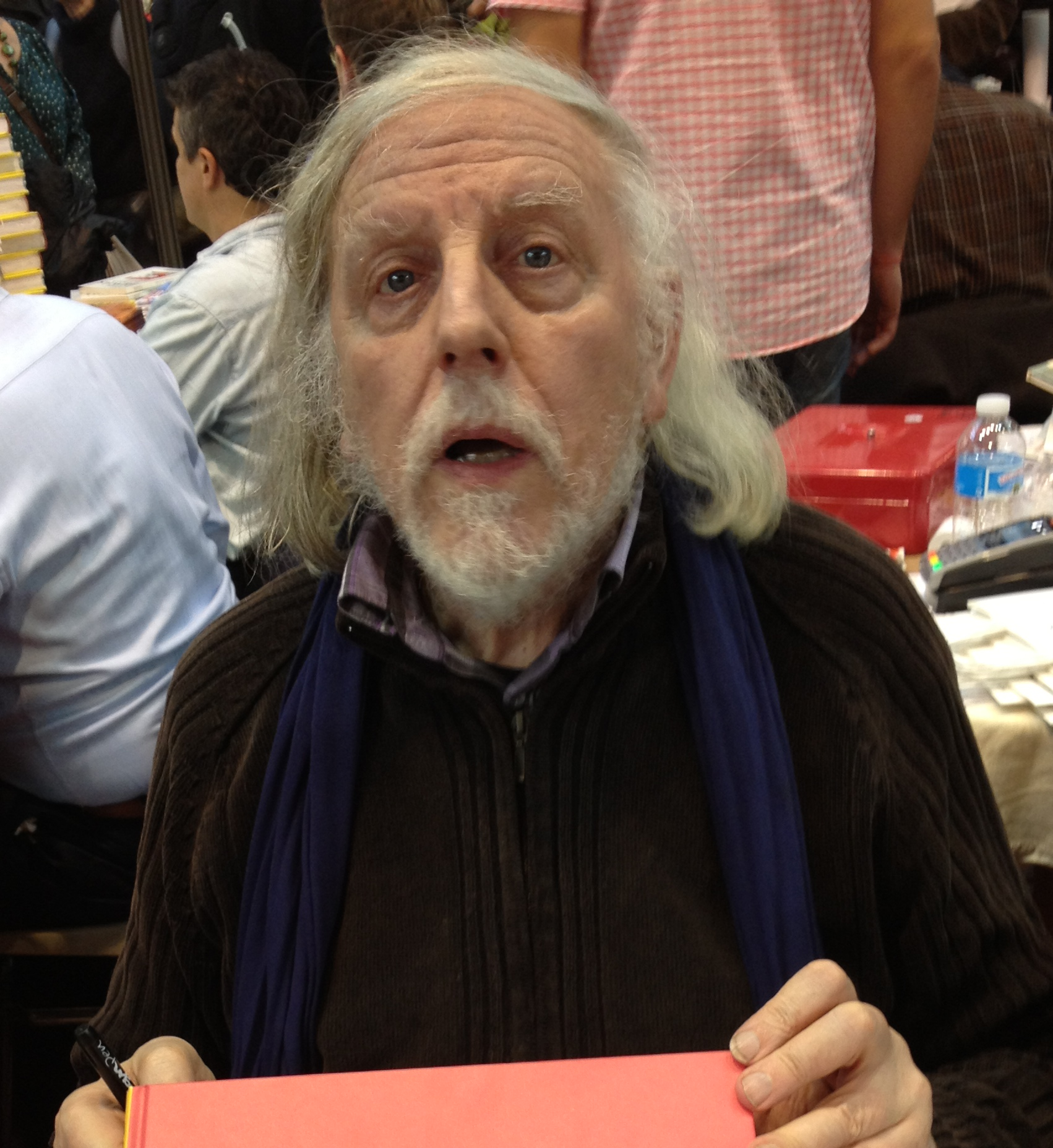
Филипп Оноре

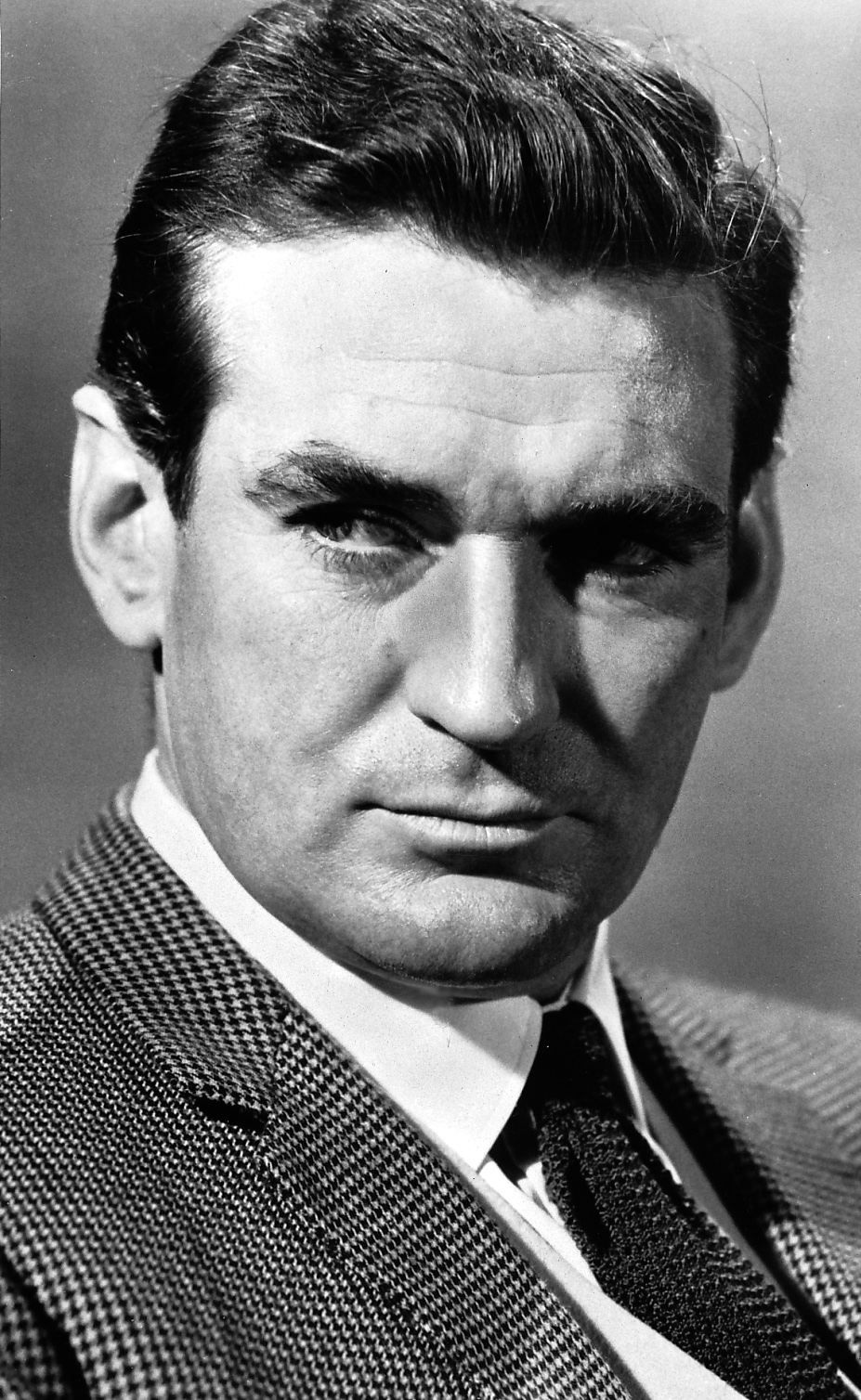
Род Тейлор

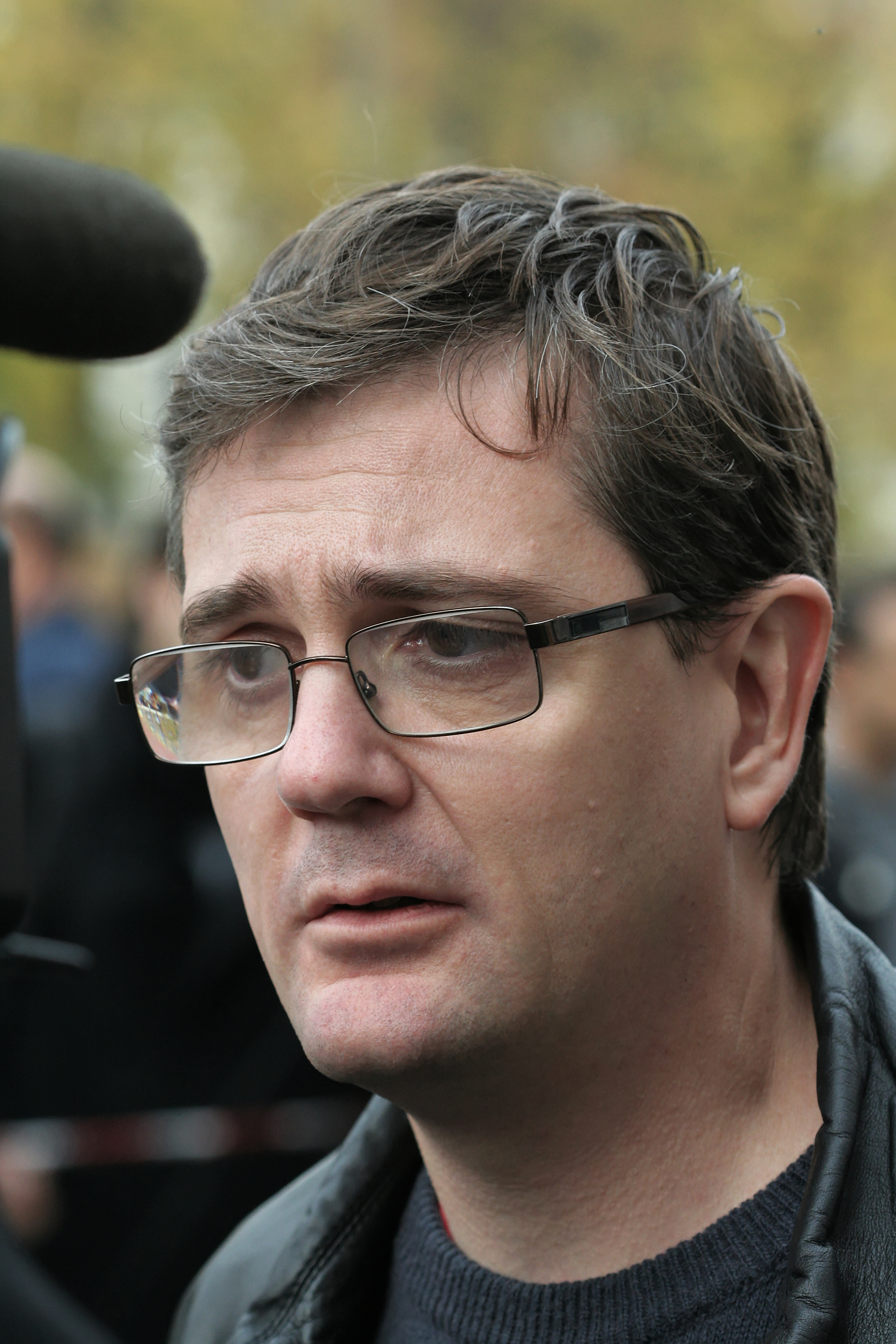
Стефан Шарбоннье

- Ажикмаа-Рушева, Наталья Дойдаловна (88) — советская балерина, одна из первых тувинских балерин, мать художницы Нади Рушевой[271].
- Большова, Алла Константиновна (82) — советский и российский юрист, председатель Арбитражного суда города Москвы (1992—2005)[272].
- Верлак, Бернар (57) — французский карикатурист, сотрудник издания Charlie Hebdo; убийство[273].
- Волински, Жорж (80) — французский журналист, карикатурист и писатель, сотрудник издания Charlie Hebdo; убийство[274].
- Галстян, Грач (?)[значимость?] — армянский политолог и публицист, редактор интернет-журнала ATJournal[275].
- Гаралов, Захид Ибрагим оглу (80) — азербайджанский политик, один из основателей партии «Ени Азербайджан», депутат Милли Меджлиса Азербайджана (1995—2005), дядя генпрокурора Азербайджана Закира Гаралова[276].
- Деньгин, Вадим Николаевич (76) — советский и российский конструктор, участник разработки стратегических морских комплексов с ракетами, академик Российской академии космонавтики им. К. Э. Циолковского (1999)[277].
- Кабю, Жан (76) — французский карикатурист, сотрудник издания Charlie Hebdo; убийство[273].
- Кайат, Эльза (54) — французский психоаналитик; убийство[278].
- Конвицкий, Тадеуш (88) — польский журналист, писатель, кинорежиссёр, киносценарист[279].
- Марис, Бернар (68) — французский экономист и журналист, акционер издания Charlie Hebdo; убийство[280].
- Мерафхе, Момпати (78) — ботсванский военачальник и государственный деятель, вице-президент Ботсваны (2008—2012)[281].
- Мур, Арч Альфред (91) — американский политик, губернатор Западной Виргинии (1969—1977, 1985—1989)[282].
- Оноре, Филипп (73) — французский карикатурист, сотрудник издания Charlie Hebdo; убийство[283].
- Паризе, Жан-Поль (73) — канадский хоккеист, участник суперсерии СССР — Канада (1972); рак лёгких[284].
- Сейдалин, Рустем Аббасович (87) — советский и казахстанский архитектор, лауреат Государственной премии СССР (1982)[285].
- Тейлор, Род (84) — австралийский киноактёр, ведущая голливудская звезда 1960-х годов, обладатель премии Гильдии киноактёров США (2010) («Птицы», «Машина времени», «Бесславные ублюдки»); сердечный приступ[286].
- Шарбоннье, Стефан (47) — французский карикатурист, журналист и главный редактор издания Charlie Hebdo; убийство[287].
- Эндерби, Кеппел Эрл (88) — австралийский политик и судья.

## 6 января

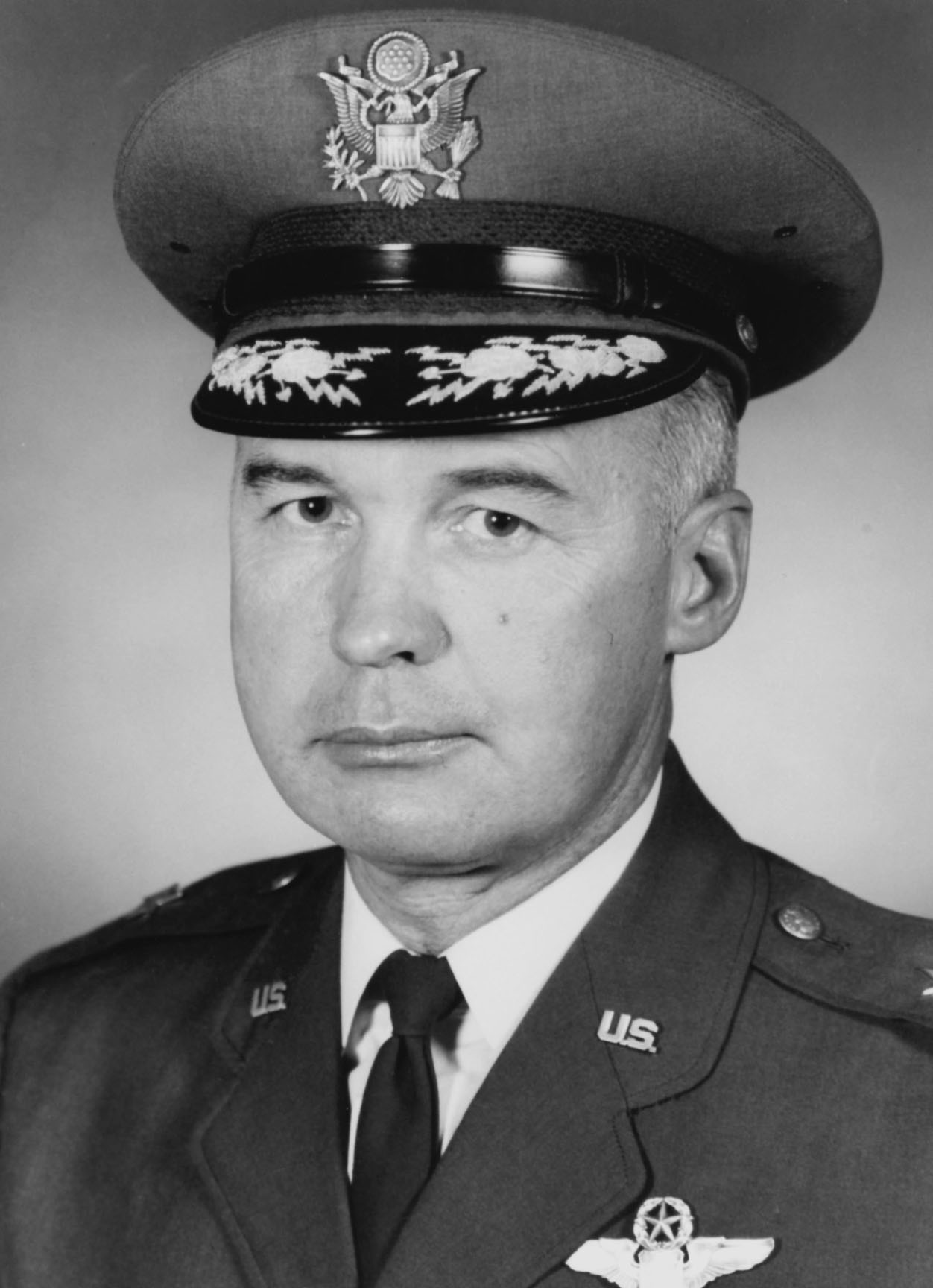
Джордж Макки

- Багдасарян, Эдуард Сергеевич (87) — советский и армянский оперный певец (тенор), заслуженный артист Армянской ССР[288].
- Бубник, Властимил (83) — чехословацкий хоккеист и футболист, член Зала славы ИИХФ (1997)[289].
- Джексон, Артур Чарльз (96) — американский спортсмен, бронзовый призёр летних Олимпийских игр в Хельсинки (1952) в стрельбе из малокалиберной винтовки, многократный чемпион мира[290].
- Добровольскис, Томас[лит.][значимость?] — литовский композитор[291].
- Макки, Джордж (91) — генерал-лейтенант ВВС США, неоднократный кавалер Ордена «Легион почёта»[292].
- Оливье, Луи (91) — бельгийский политик, министр труда (1981—1988), кавалер Ордена Леопольда I[293].
- Персивал, Лэнс (81) — британский актёр[294].
- Херник, Михал (39) — польский мотогонщик, участник «Ралли Дакар 2015»; погиб во время ралли-марафона [295].

## 5 января

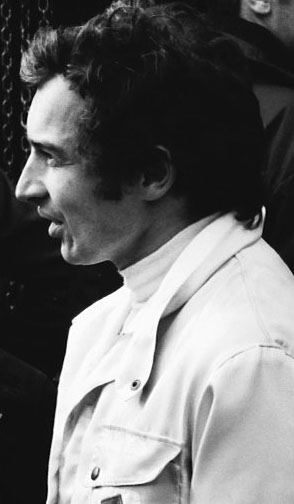
Жан-Пьер Бельтауз

- Бельтуаз, Жан-Пьер (77) — французский автогонщик, участник «Формулы-1»[296].
- Бжозович, Войцех (70) — польский актёр[297].
- Бонфилс, Хан[англ.] (42) — британский актёр театра и кино[298].
- Варданян, Левон Гумединович (56) — советский и российский профессиональный музыкант, композитор, вокалист, гитарист-виртуоз[299].
- Гловацкий, Вадим Николаевич (45) — российский хоккеист и тренер[300].
- Джой Али, Зульфикар[англ.] (36)[значимость?] — фиджийский боксёр[301].
- Джозеф, Мартин (65) — тринидадский политик, министр национальной безопасности (2003—2010)[302].
- Кудрявцев, Анатолий Александрович (77) — советский и российский военный лётчик, бывший заместитель командующего Дальней авиацией ВВС, генерал-лейтенант; самоубийство[303].
- Маклафлин, Бернард (102) — американский католический деятель, викарный епископ Буффало (1968—1988)[304].
- Патро, Ганеш (69) — индийский писатель и сценарист («Маюри»)[305].
- Сикорский, Игорь Антонович (80) — заслуженный работник сельского хозяйства РСФСР[306]
- Туган-Барановский, Джучи Михайлович (76) — советский и российский историк, доктор исторических наук, профессор кафедры археологии и зарубежной истории Волгоградского государственного университета, представитель старинного дворянского рода Туган-Барановских[307].
- Фуэртес, Антонио (85) — испанский футболист («Валенсия»), обладатель Кубка Испании по футболу (1954)[308].
- Хилтон, Франческа (67) — американская актриса[309].
- Штеренбах, Владимир Шапсович (67) — российский башкирский артист, работник Башгосфилармонии, заслуженный артист Республики Башкортостан[310].

## 4 января

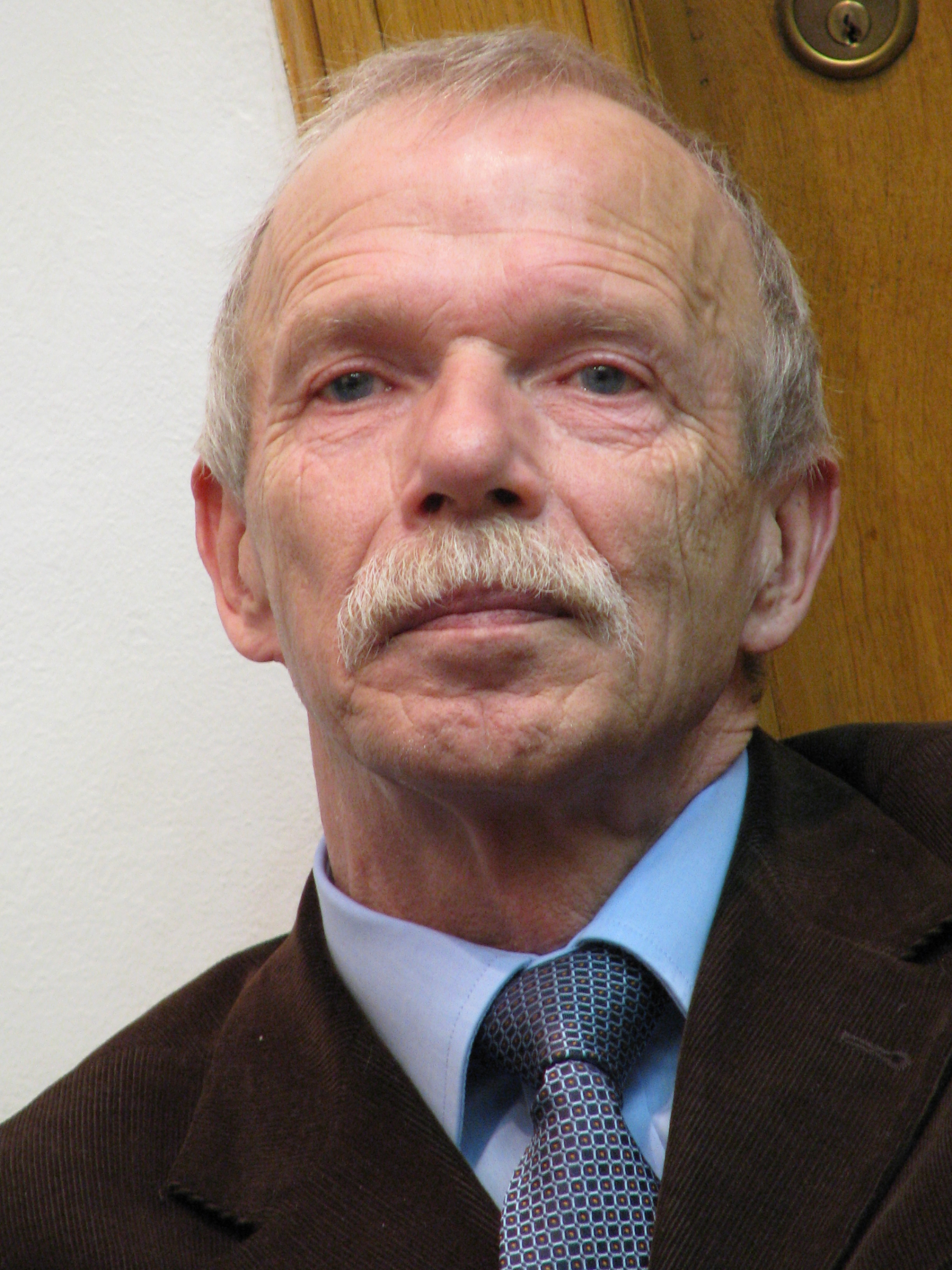
Эдмунд Внук-Липинский

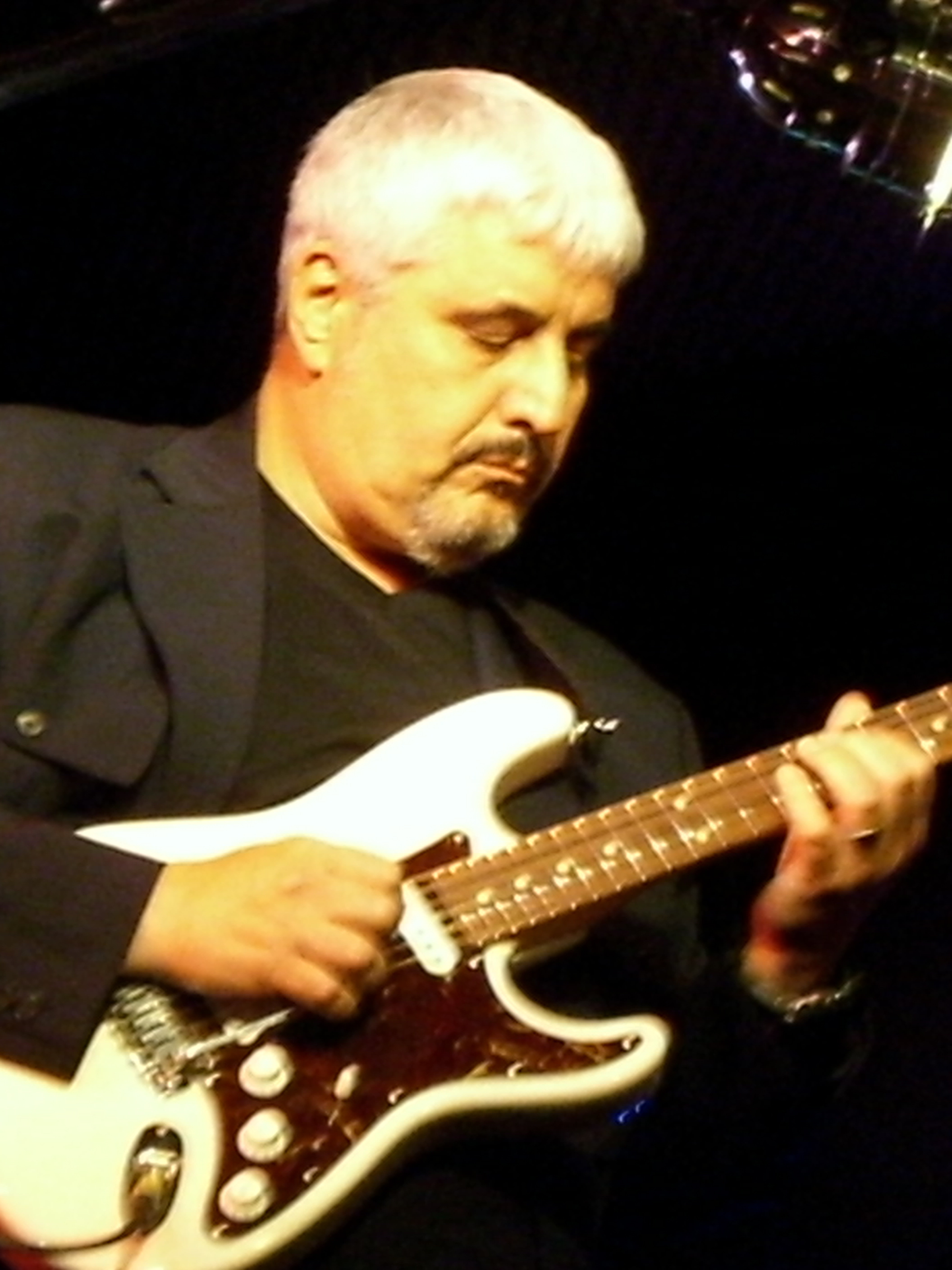
Пино Даниеле

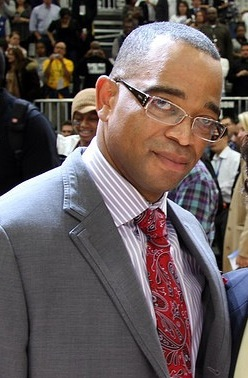
Стюарт Скотт

- Ахути Прасад (57) — индийский актёр[311].
- Балбекин, Александр Романович (71) — советский, казахстанский и киргизский актёр театра и кино («Валькины паруса») и общественный деятель, заслуженный артист Киргизской ССР (1990)[312].
- Внук-Липинский, Эдмунд (70) — польский социолог и политолог[313].
- Вотье, Рене (86) — французский кинорежиссёр, лауреат Каннского кинофестиваля (1972).
- Даниеле, Пино (59) — итальянский певец и композитор; инфаркт[314].
- Делугач, Эл (89) — американский журналист, лауреат Пулитцеровской премии (1969)[315].
- Жомбояи, Янош (75) — венгерский киносценарист, режиссёр и оператор[316].
- Кемп, Джин[англ.] (88) — британская детская писательница, лауреат медали Карнеги (1977)[317].
- Куликов, Фёдор Михайлович (89) — советский и российский партийный, государственный и общественный деятель, первый секретарь Пензенского обкома КПСС (1979—1990)[318].
- Леонов, Василий Севостьянович (76) — советский и белорусский государственный деятель, первый секретарь Могилёвского обкома КПБ (1983—1990), министр сельского хозяйства Республики Беларусь (1994—1997)[319].
- Скотт, Стюарт (49) — американский спортивный журналист; рак[320].
- Рукето, Ивес (78) — французский (окситанский) поэт и прозаик, общественный деятель[321].
- Триведи, Упендра[англ.] (78) — индийский киноактёр, кинорежиссёр и политик[322].
- Тульников, Андрей Пантелеевич (91) — участник Великой Отечественной войны, Герой Советского Союза (1945)[323].
- Уильямс, Бернард (72) — американский продюсер[324].
- Хэ Чжэньлян (85) — китайский спортивный деятель, почётный председатель Олимпийского комитета КНР (1989—1994)[325].
- Чан Сонхван (94) — военный и государственный деятель Республики Корея, министр транспорта и коммуникаций (1971)[326].
- Ягодин, Геннадий Алексеевич (87) — советский и российский химик, государственный и общественный деятель, член-корреспондент РАН (1991; член-корреспондент АН СССР с 1976), министр высшего и среднего специального образования СССР (1985—1988), лауреат Государственной премии СССР (1985)[327].

## 3 января

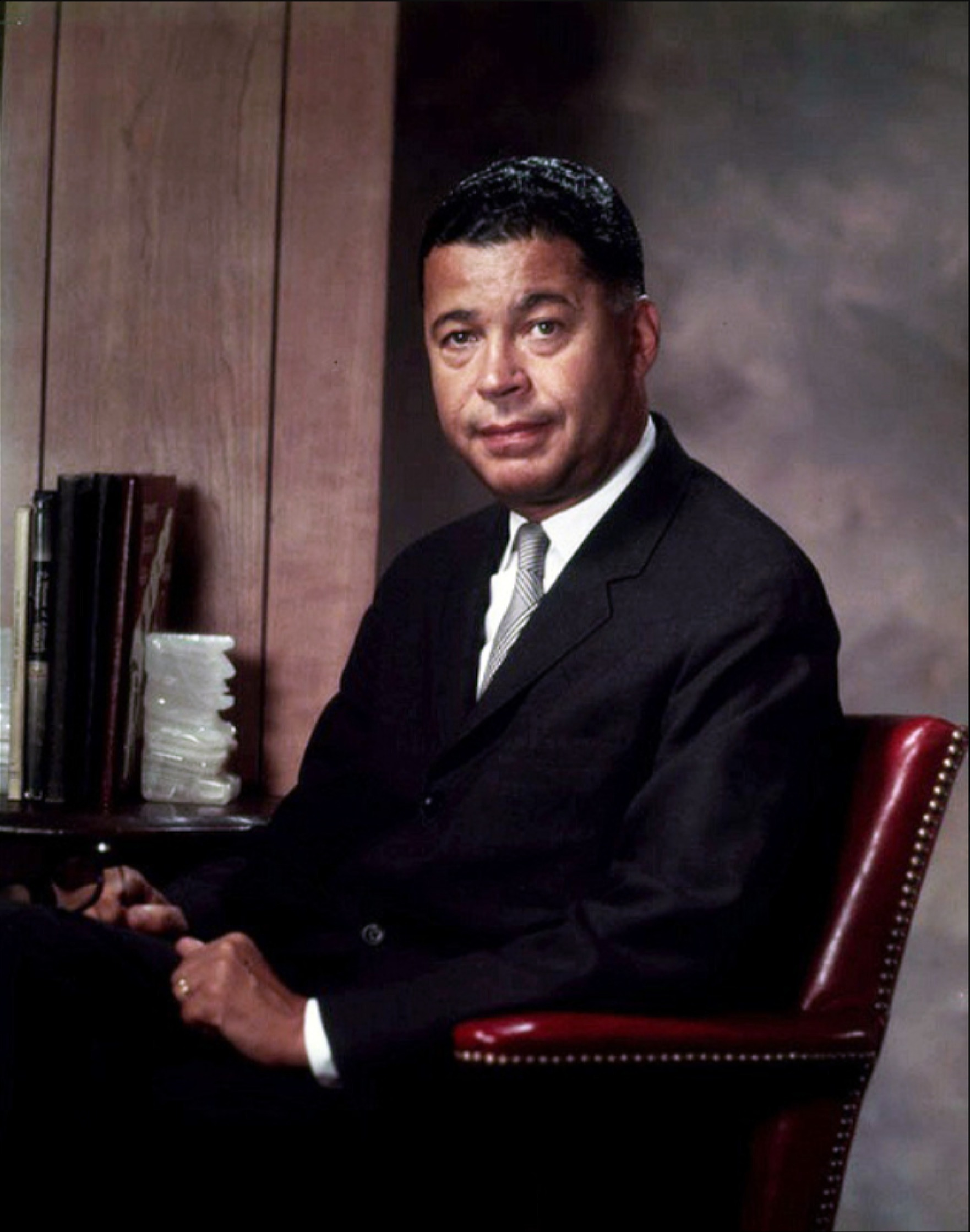
Эдвард Брук

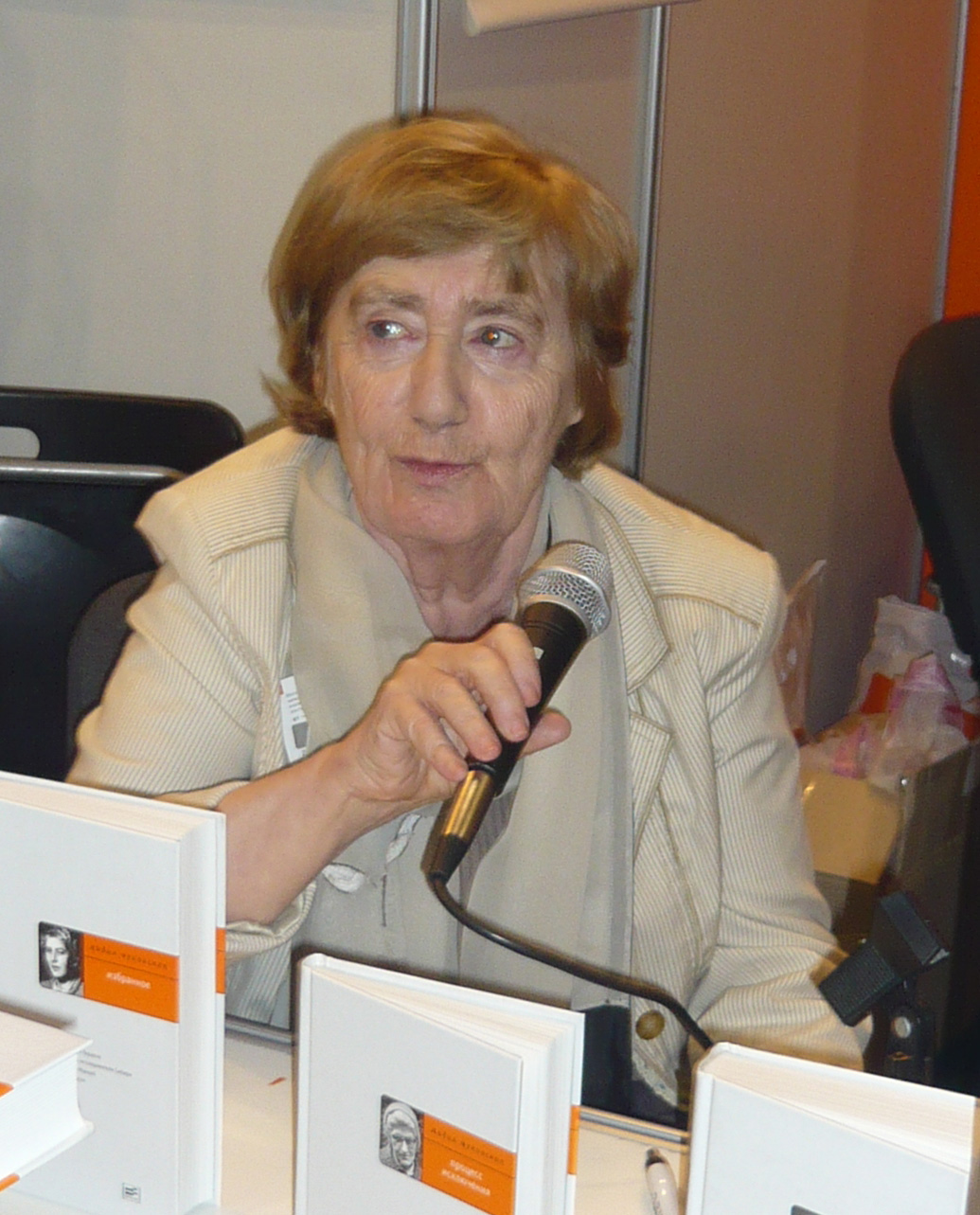
Елена Чуковская

- Ахмад, Джамал (85) — бангладешский политик, вице-премьер (1977—1982)[328].
- Базеко, Владимир Васильевич (59) — белорусский спортивный функционер, генеральный директор хоккейного клуба «Витебск»[329].
- Брук, Эдвард (95) — американский государственный деятель, сенатор США от Массачусетса, первый афроамериканский сенатор США, кавалер Президентской медали Свободы и Золотой Медали Конгресса[330].
- Бучнев, Вячеслав Михайлович (55) — советский и российский деятель органов внутренних дел, генерал-майор полиции, министр внутренних дел по республике Марий Эл (с 2011 года); самоубийство[331].
- Дудченко, Виктор Петрович (68)[значимость?] — российский политический деятель, член правления СДПР (с), участник клуба «Перестройка»[332].
- Заборов, Игорь Григорьевич (62) — советский и российский скрипач и композитор, артист Государственного академического симфонического оркестра России им. Е. Ф. Светланова, заслуженный артист Российской Федерации (2006)[333].
- Князева, Ольга Николаевна (60) — советская фехтовальщица, чемпионка летних Олимпийских игр в Монреале (1976), чемпионка мира (1974—1975, 1977—1978), обладательница Кубка Европы (1975—1978)[334].
- Костылева, Пелагея Даниловна (87) — советский передовик металлургической промышленности, дробильщица Богословского алюминиевого завода, Герой Социалистического Труда (1971)[335].
- Муаз аль-Касасиба (26) — иорданский военный лётчик, сожжённый боевиками Исламского государства заживо[336].
- Мэдиган, Бернис (115) — американская долгожительница[337].
- Прудников, Виктор Алексеевич (75) — советский и российский военачальник, генерал армии (1996), главнокомандующий Войсками ПВО — заместитель Министра обороны СССР (1991), главнокомандующий войсками ПВО Объединённых Вооружённых Сил государств — участников СНГ (1992), Главнокомандующий Войсками противовоздушной обороны Российской Федерации (1992—1997)[338].
- Саймон, Брайен Кеннет (71) — южноафриканский, затем австралийский ботаник-агростолог.
- Саломатин, Вячеслав Иванович (63) — российский поэт, член Союза писателей России[339].
- Сафонов, Дмитрий Фёдорович (105) — советский дипломат, Чрезвычайный и Полномочный Посол СССР в Уганде (1963—1968) и в Либерии (1972—1977)[340].
- Тёрмянен, Йоуко (60) — финский прыгун на лыжах с трамплина, чемпион зимних Олимпийских игр в Лейк-Плэсиде (1980)[341].
- Хлёсткина, Дарья Вячеславовна (41) — российский кинорежиссёр-документалист («Последний лимузин») и сценарист, лауреат премий «Лавровая ветвь» (2013) и «Артдокфест» (2013)[342].
- Чико де Ассис[порт.] (81) — бразильский писатель-драматург[343].
- Чуковская, Елена Цезаревна (83) — советский и российский химик и литературовед, дочь Лидии Чуковской, внучка Корнея Чуковского[344].

## 2 января
- Аль-Либи, Абу Анас (Назих Абдул-Хамед аль-Ругаи) (50) — ливийский террорист, предполагаемый руководитель Аль-Каиды[345].
- Астранд, Пер-Олаф (92) — шведский физиолог, один из основателей современной спортивной физиологии[346].
- Берг, Роберт Эдмундович (66) — советский и российский государственный деятель, глава администрации Сарапула (1990—2001)[347].
- Гараев, Сиявуш Фархад оглы (72) — советский и азербайджанский химик, действительный член Национальной академии наук Азербайджана, доктор химических наук, профессор, заслуженный деятель науки Азербайджана, ректор Азербайджанской государственной нефтяной академии (с 1997 года)[348].
- Говарикер, Васант (81) — индийский учёный, руководитель Индийской организации космических исследований (1991—1993)[349].
- Горинова, Вера Михайловна (89) — электросварщик механоштамповочного цеха № 1 Марийского завода торгового машиностроения.
- Ибаргуэн, Роберто Эррера (93) — гватемальский государственный деятель, министр иностранных дел Гватемалы (1970—1972)[350].
- Киттер Роджер (64) — британский актёр[351].
- Кобб, Ноэл (76) — британский философ и психолог[352].
- Литтл Джимми Диккенс (94) — американский певец и композитор[353].
- Минтер, Дерек (82) — британский мотогонщик, победитель Isle of Man TT (1962)[354].
- Новаков, Тихомир (85) — американский физик[355].
- Питерский, Виктор Васильевич (71)[значимость?] — советский и российский актёр, артист Красноярского драматического театра имени А. С. Пушкина[356].
- Попкин, Рут (101) — американский еврейский общественный деятель, первая женщина — председатель Всемирного сионистского конгресса (1987), президент организации «Хадасса[англ.]» (1984—1988)[357].
- Рачко, Арпад (84) — словацкий скульптор, народный художник ЧССР (1988)[358].
- Реддиш, Винсент (86) — британский астроном, Королевский астроном Шотландии (1975—1980)[359].
- Харт, Билл (80) — американский актёр[360].

## 1 января

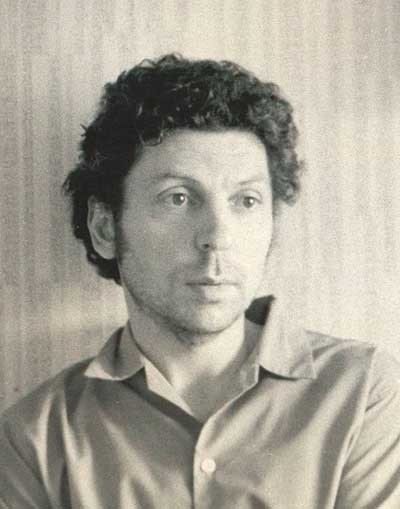
Евгений Бачурин

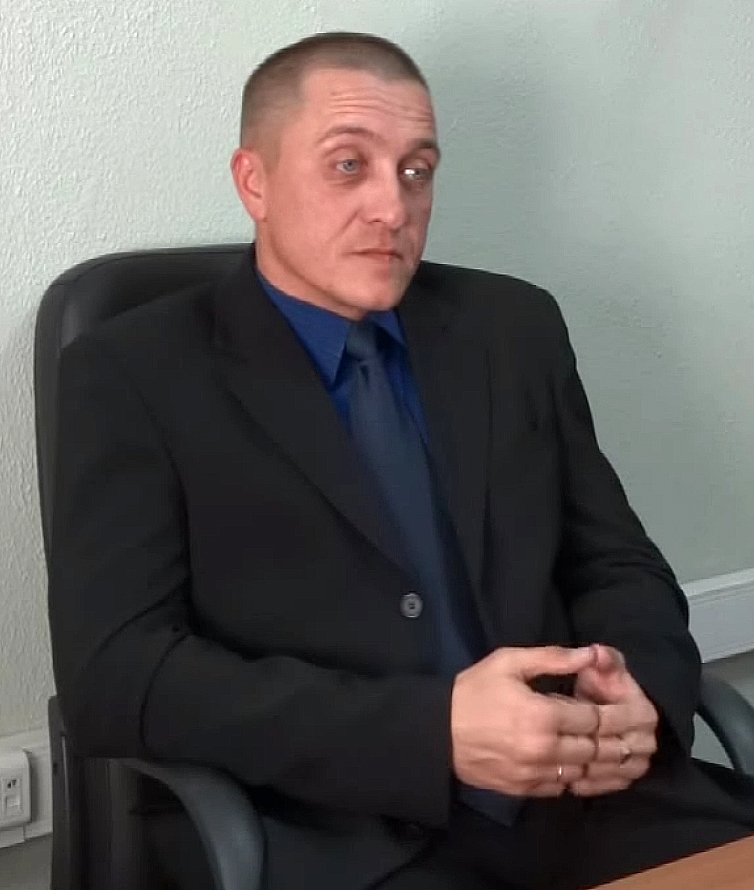
Александр Беднов

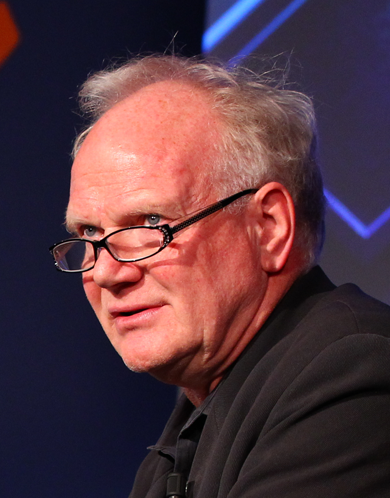
Ульрих Бек

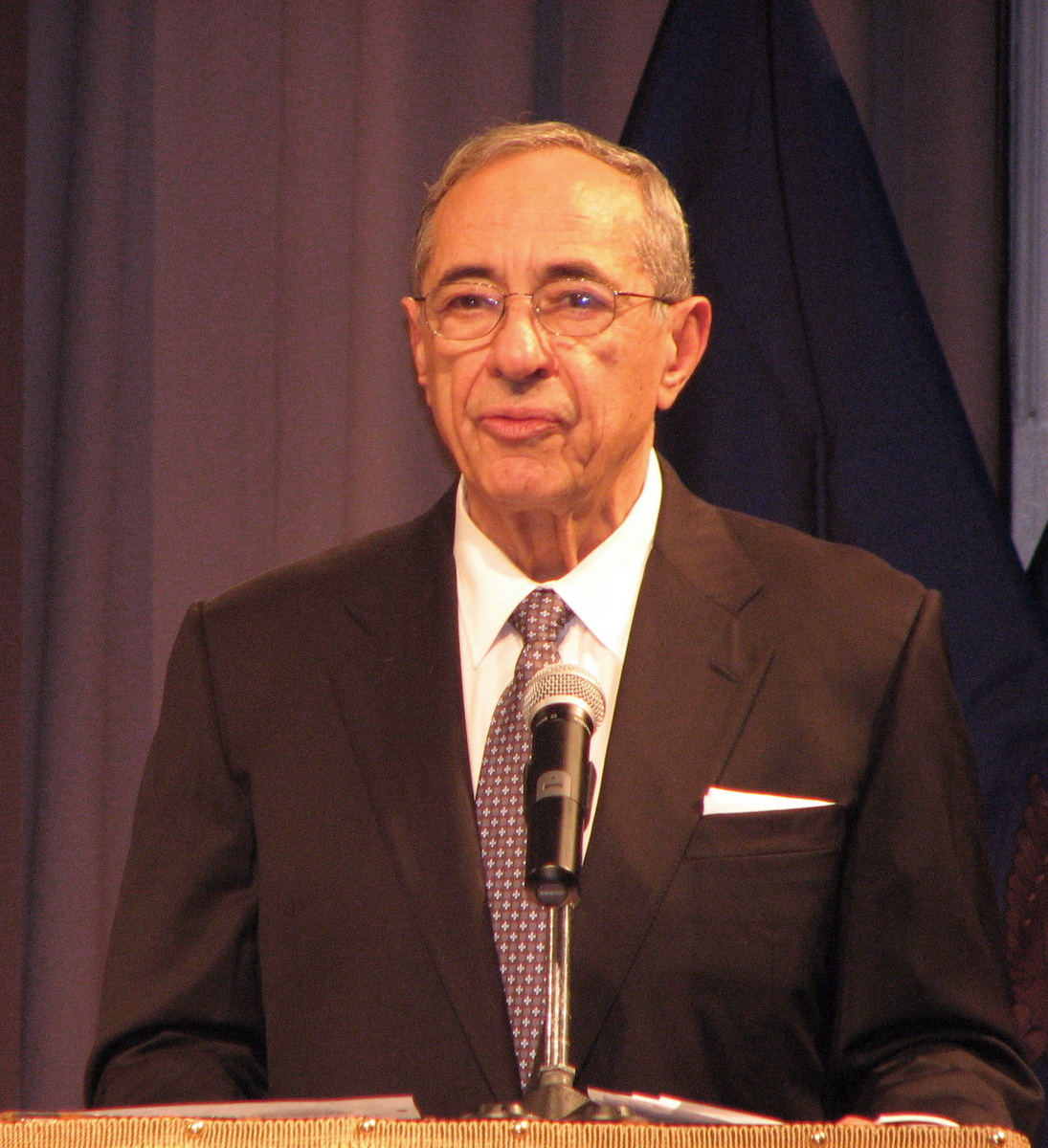
Марио Курма

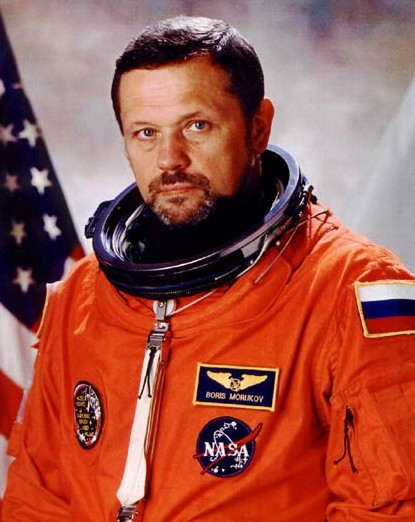
Борис Моруков

- Бачурин, Евгений Владимирович (80) — советский и российский художник, поэт, бард и композитор кино («Лика», «Иванов катер»), заслуженный деятель искусств Российской Федерации (2005)[361].
- Беднов, Александр Александрович (45) — полевой командир, начальник штаба 4-й мотострелковой бригады ЛНР, министр обороны ЛНР (2014); убийство[362].
- Бек, Ульрих (70) — немецкий социолог и политический философ; инфаркт миокарда[363].
- Голуб, Джефф (59) — американский джазовый и рок-музыкант[364].
- Донна Даглас (82) — американская актриса; рак поджелудочной железы[365].
- Камминг, Фиона — британский режиссёр[366].
- Караме, Омар (80) — ливанский политик, премьер-министр (1990—1992, 2004—2005)[367].
- Ковач, Юрий Ильич (56) — советский и российский актёр («Голова Горгоны», «Грехъ. История страсти», «Дорожный патруль — 2»[368].
- Куомо, Марио (82) — американский политик, губернатор штата Нью-Йорк (1983—1994)[369].
- Лёйя, Жери (104) — французский прелат, старейший епископ Римско-католической Церкви[370].
- Моруков, Борис Владимирович (64) — советский и российский учёный, заместитель директора института медико-биологических проблем РАН (с 2006 года), руководитель проекта «Марс-500», член-корреспондент РАМН (2011), член-корреспондент РАН (2014), лётчик-космонавт Российской Федерации (2001)[371].
- Османов, Али Ибрагимович (63) — советский и российский историк, публицист, профессор Российского государственного педагогического университета им. А. И. Герцена, доктор исторических наук[372].
- Остин, Стэрил (94) — американский бригадный генерал ВВС, кавалер ордена «Легион почёта»[373].
- Родригес Севилья, Хосе (75) — мексиканский футболист и тренер[374].
- Севилья, Нинон (85) — кубино-американская и мексиканская актриса («Дикая Роза», «Узурпаторша»), певица и танцовщица; остановка сердца[375].
- Смогул, Александр Владимирович (68) — российский бард, импровизатор («Семь шагов за горизонт»)[376].
- Уильямс, Миллер (84) — американский поэт и переводчик[377].
- Халас, Юзеф[пол.] (87) — польский художник[378].
- Эткинсон, Барбара (88) — британская актриса[379].